# Secolul al XX-lea
Conform calendarului gregorian, secolul al XX-lea a început la 1 ianuarie 1901 și s-a sfârșit la 31 decembrie 2000.

## Evenimente

### Anii 1900

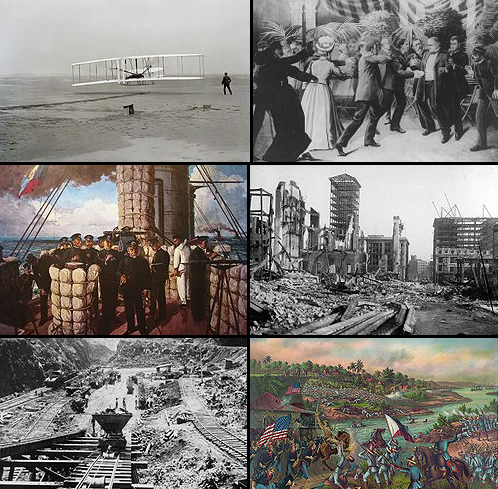
Montaj al anilor 1900

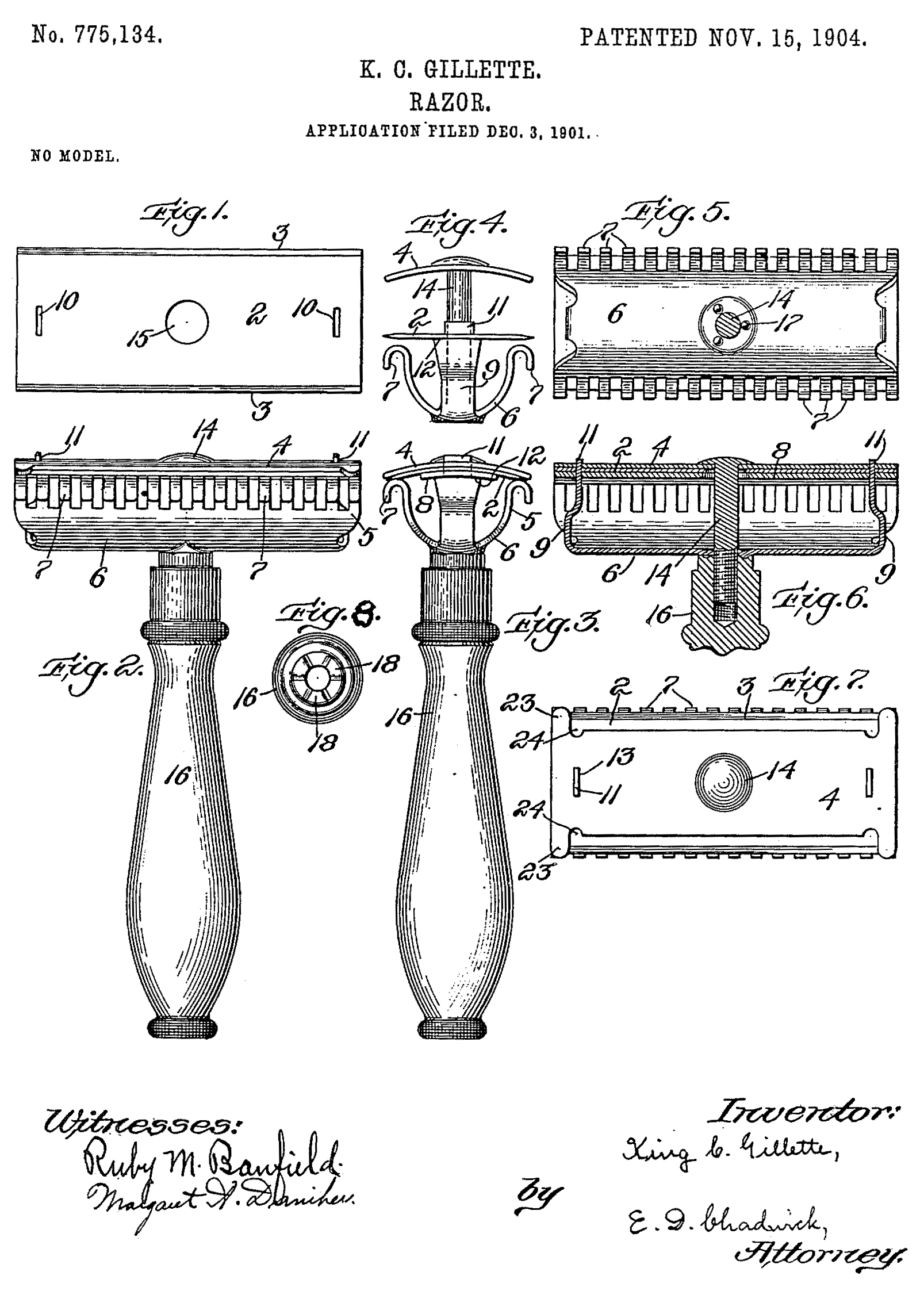
Aparatul de ras al lui Gillette

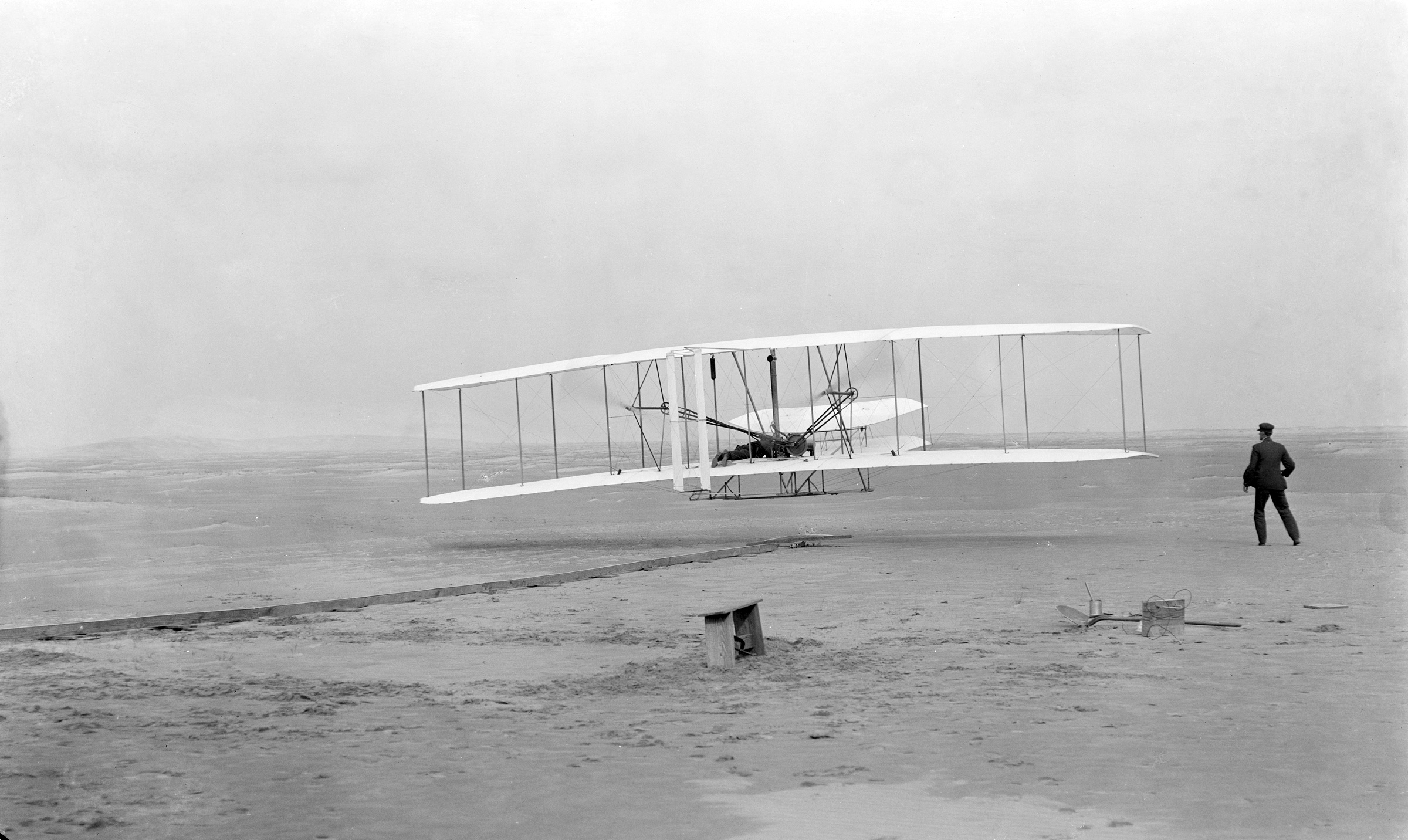
Avionul fraților Wright

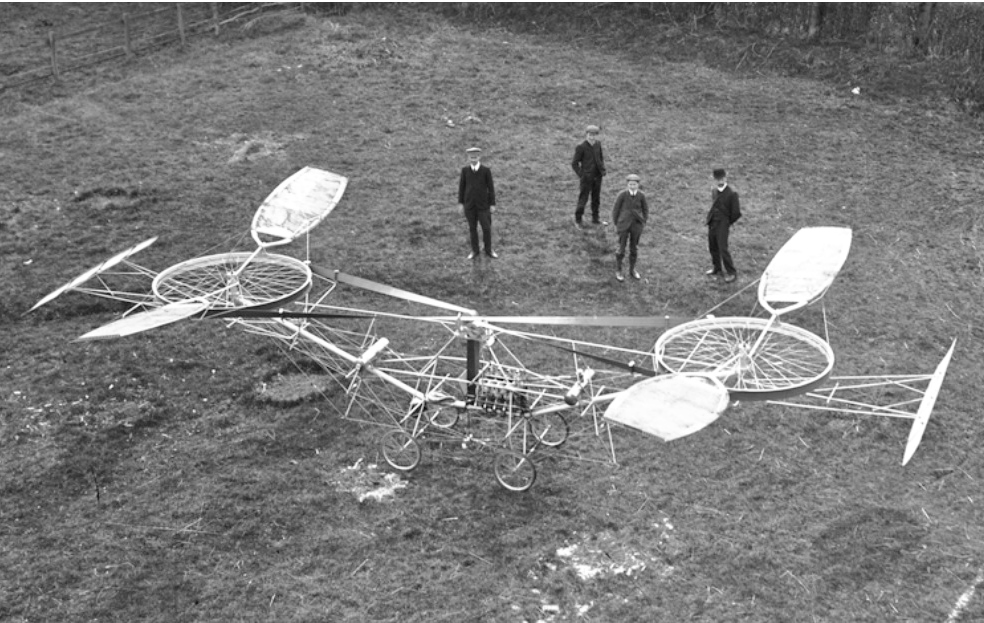
Elicopterul lui Paul Cornu, 1907

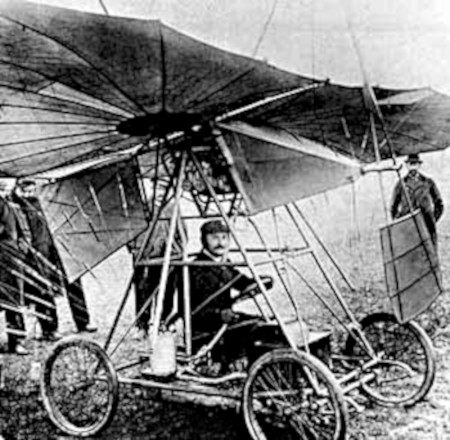
Avionul „Vuia I”,18 martie 1906

- 1900 (secolul XIX): Uraganul Galveston ucide 8000 de oameni. Foametea din India se încheie.
- 1901 (secolul XX): Rebeliunea Boxerilor se încheie. Moare Regina Victoria a Regatului Unit. Amendamentul Platt limitează autonomia  Cubei în schimbul retragerii trupelor americane.
- 1902: Al doilea război bur se termină. Războiul  filipino-american se încheie. Cuba își câștigă independența față de Statele Unite. Începe unificarea Arabiei Saudite.
- 1903: Primul zbor al unui aparat mai greu decat aerul realizat de frații Wright. Genocidul Herero și Namaqua. În Rusia se formează Partidul bolșevicilor și Partidul Menșevicilor după despărțirea Partidului Social Democrat al Muncii din Rusia. Pius X devine Papă. Ursulețul de pluș este inventat.
- 1904: Antanta cordială a fost  semnată între Marea Britanie și Franța. Razboiul ruso-japonez începe. Începe construirea Canalului Panama. Roger Casement publică contul său de atrocitati belgiene în statul liber Congo.
- 1905: Războiul ruso-japonez se încheie. Revoluție în Rusia. Calea ferată Trans-Siberiană este deschisă. Albert Einstein a publicat teoria relativității. Planul Schlieffen este propus. Las Vegas este fondat.
- 1906: Cutremurele din San Francisco, California (3000 de morți) și Valparaíso, Chile (20.000 de morți). Afacerea Dreyfus se încheie. Reforma lui Stolîpin în Rusia creează o nouă clasă bogată de chiaburi/culaci. Inventatorul brazilian, Alberto Santos-Dumont, zboară cu 14-bis în Paris.
- 1907: Genocidul Herero și Namaqua se încheie. Revolta țăranilor în România; sunt uciși aproximativ 11.000 de protestatari.
- 1908: Primele transmisii radio comerciale. Ford Motor Company inventează linia de asamblare. Apar Cercetașii. Primul petrolier comercial din Orientul Mijlociu de la Al-Masjid-Salaman la sud-vest de Persia. Evenimentul de la Tunguska (mai târziu presupus a fi explozia unui meteorit) devastează mii de kilometri pătrați de pădure în Siberia. Revoluția Junilor Turci în Imperiul Otoman. Independența Bulgariei. Pu Yi, ultimul împărat al Chinei își asumă tronul.
- 1909: Independența Panamei. Trupele americane părăseasc Cuba.

### Anii 1910

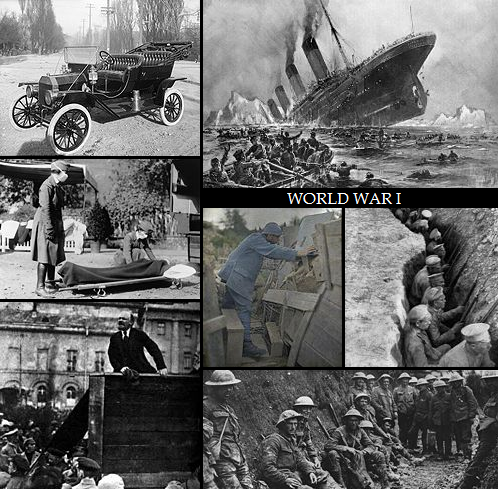
Montaj al anilor 1910

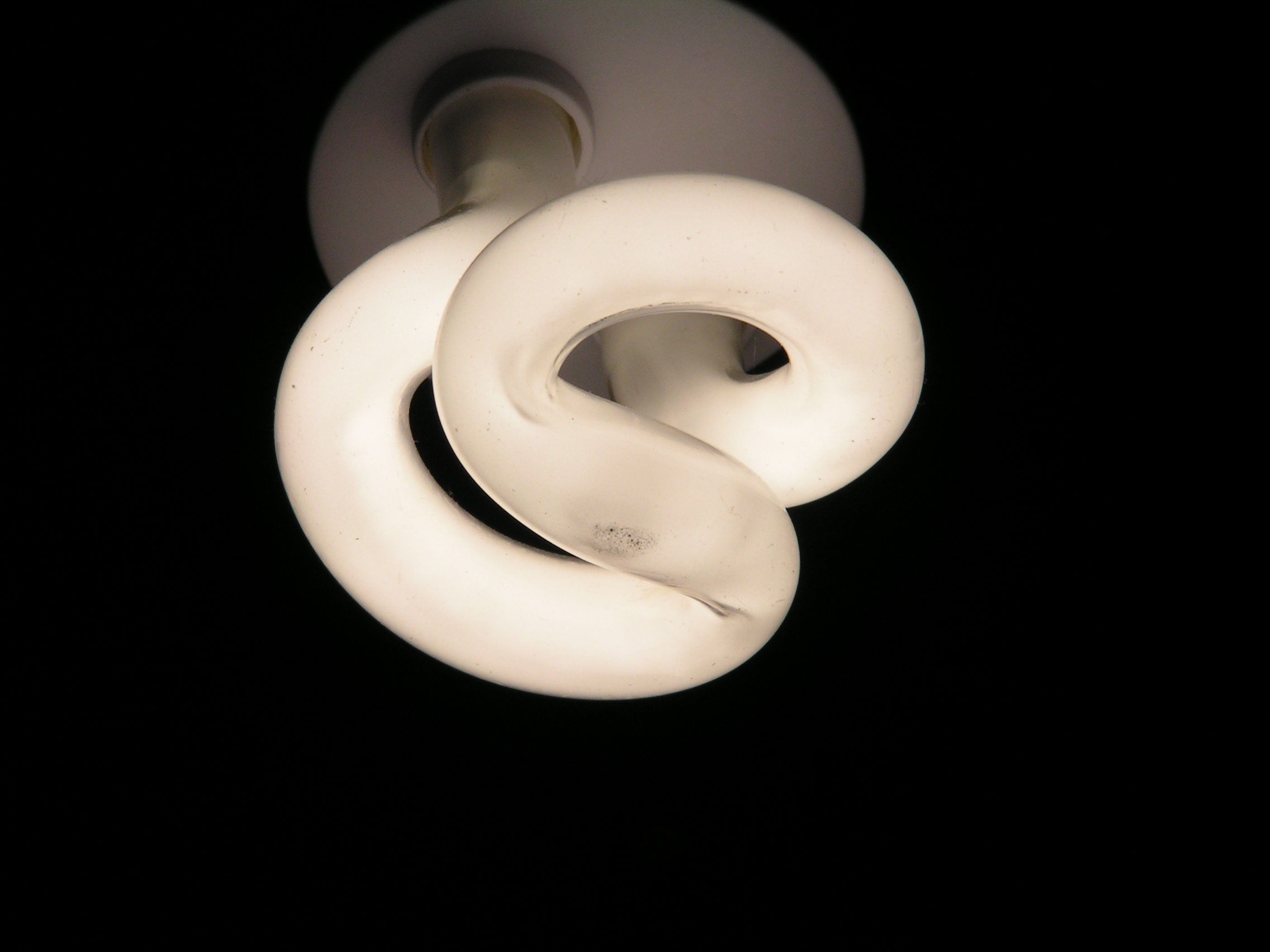
Lampă fluorescentă cu neon, formă spiralată

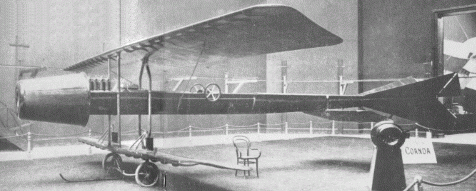
Avionul lui Henri Coandă, 1910

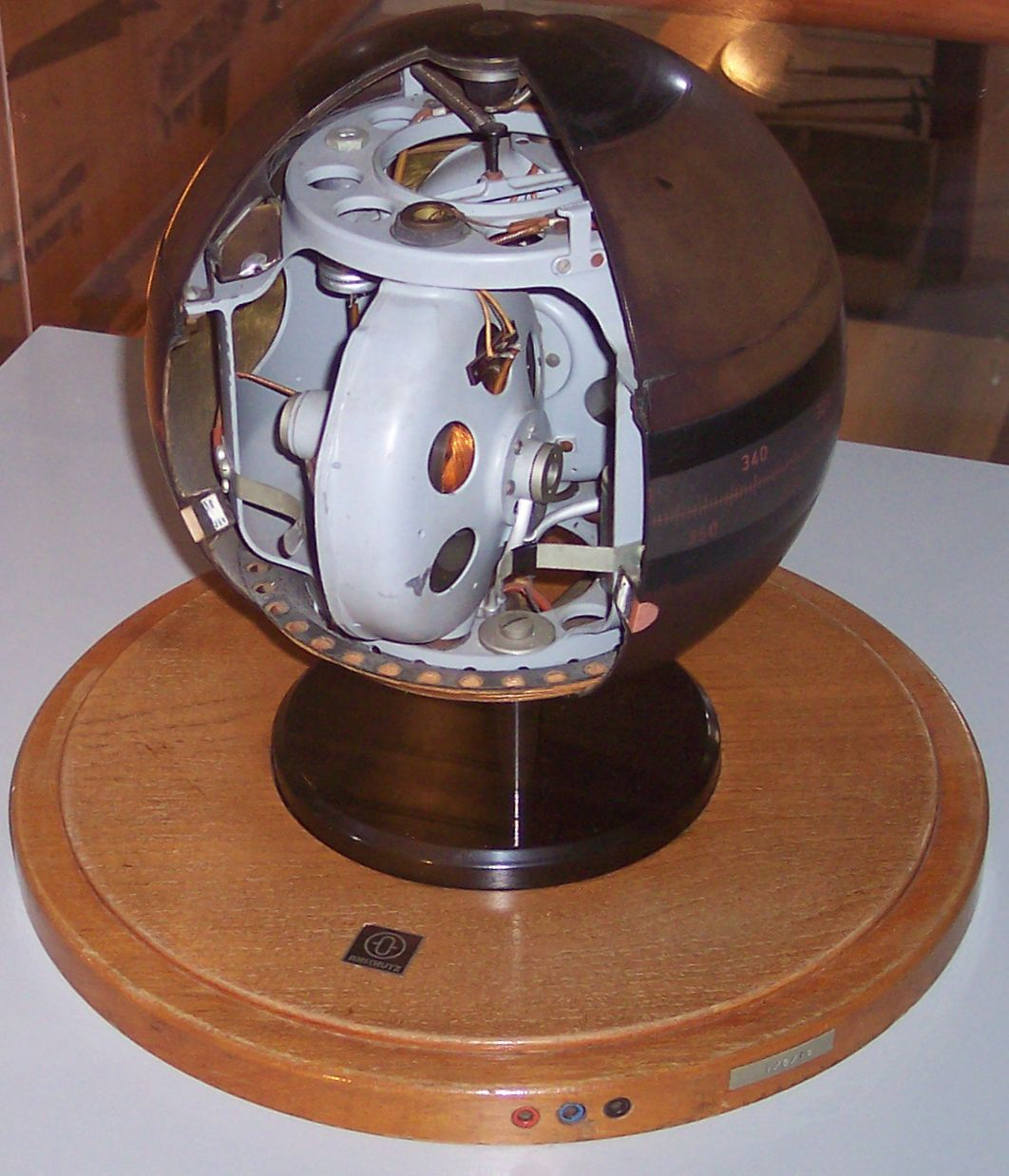
girocompasul produs de firma Anschütz (secțiune)

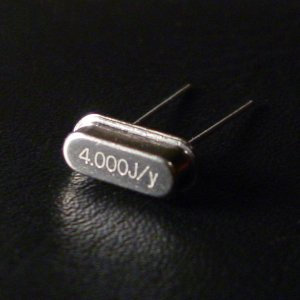
Oscilator piezoelectric

- 1910: Începutul Revoluției Mexicane. George al V-lea devine rege al Regatului Unit și a dominioanelor britanice și împăratul Indiei. Uniunea Africii de Sud este creată. Portugalia abolește monarhia. Japonia anexeaza Coreea.
- 1911: Roald Amundsen a fost primul om care ajunge la Polul Sud. New Delhi devine capitala Indiei britanice. Ernest Rutherford identifică nucleul atomic.
- 1912: Republica Chineză este stabilită și se încheie Imperiul chinez. Congresul Național African este fondat. Maroc devine un protectorat al Franței. Scufundarea pachebotului RMS Titanic. Războaiele Balcanice încep. Woodrow Wilson este ales al 28-lea președinte al Statelor Unite ale Americii. Arizona devine ultimul stat care urmează să fie admis în Uniunea continentală.
- 1913: Niels Bohr formulează primul model de coeziune a nucleului atomic și deschide calea mecanicii cuantice. Războaiele Balcanice sunt încheiate. George I al Greciei este asasinat.
- 1914: Gavrilo Princip îl asasinează pe arhiducele Franz Ferdinand al Austriei la Sarajevo. Declanșarea Primului Război Mondial. Canalul Panama se deschide. Giacomo della Chiesa devine Papă sub numele de Papa Benedict al XV-lea. Moare primul rege al României, Regele Carol I.
- 1915: RMS Lusitania este scufundat. Începe ocupația Statelor Unite în Haiti. Genocidul armean în Imperiul Otoman.
- 1916: Are loc Easter Rising în Irlanda. Punerea în aplicare a orei de vară. Era Warlord începe în China. David Lloyd George devine prim-ministru al Regatului Unit. Campania Gallipoli nu are succes. Bătălia de pe Somme. Grigori Rasputin este asasinat de către HH Printul Felix Youssoupov. Moare Regina Elisabeta a României.
- 1917: Revoluția Rusă de la începutul războiului civil rus. Statele Unite ale Americii se alătura Aliaților pentru ultimele 17 luni ale Primului Război Mondial. Independența Poloniei este recunoscută. Primele Premii Pulitzer sunt acordate.
- 1918: Sfârșitul Primului Război Mondial. Pandemia de gripă spaniolă. Țarul Nicolae al II-lea și familia sa sunt asasinați de către bolșevici. Polonia, Ucraina și Belarus declară independența față de Rusia. Are loc Războiul Civil Finlandez. Mehmed al VI-lea devine ultimul sultan al Imperiului Otoman. Regatul Islandei, Sloveniei, Croației și Serbiei sunt stabilite. Marea Britanie ocupă Palestina. Formarea României Mari (1 decembrie).
- 1919: Tratatul de la Versailles redesenează granițele europene și stabilește Republica de la Weimar din Germania. Victorie pentru Estonia în Războiul de Independență. Liga Națiunilor este fondată la Paris. Războiul polono-sovietic începe. Partidul National Fascist Italian este stabilit de Benito Mussolini. Cominternul este fondat. Revoluția egipteană din 1919. Războiul pentru Independența Turciei începe. Organizația Internațională a Muncii este înființată. Ernest Rutherford descoperă protonul. Primele dovezi experimentale pentru teoria generală a relativității sunt obținute de Arthur Eddington.

### Anii 1920

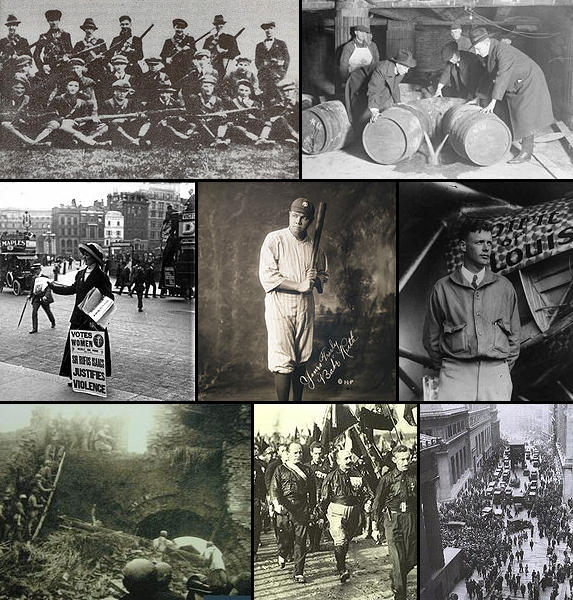
Montaj al anilor 1920

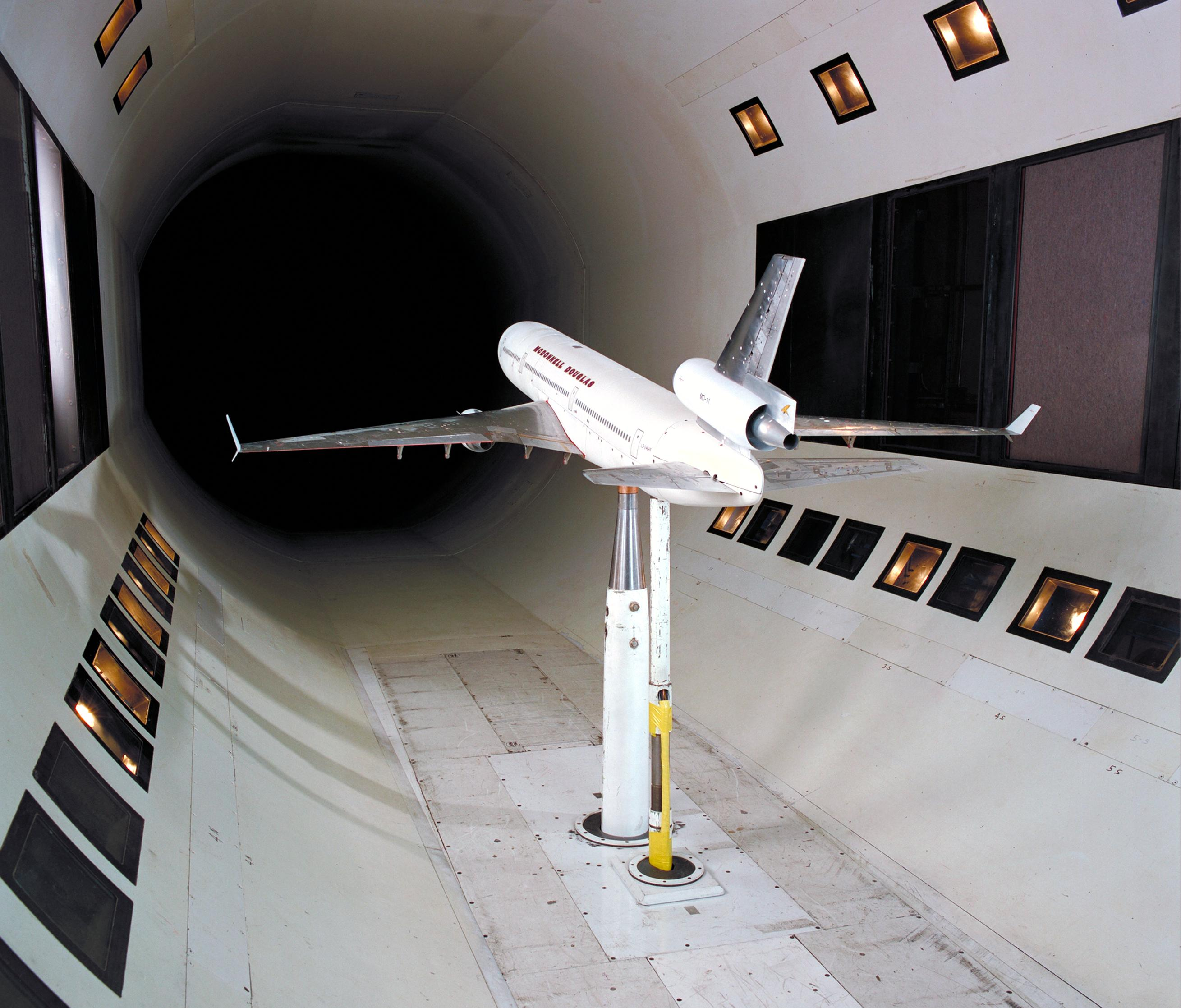
testarea de către NASA a unui avion într-un tunel aerodinamic

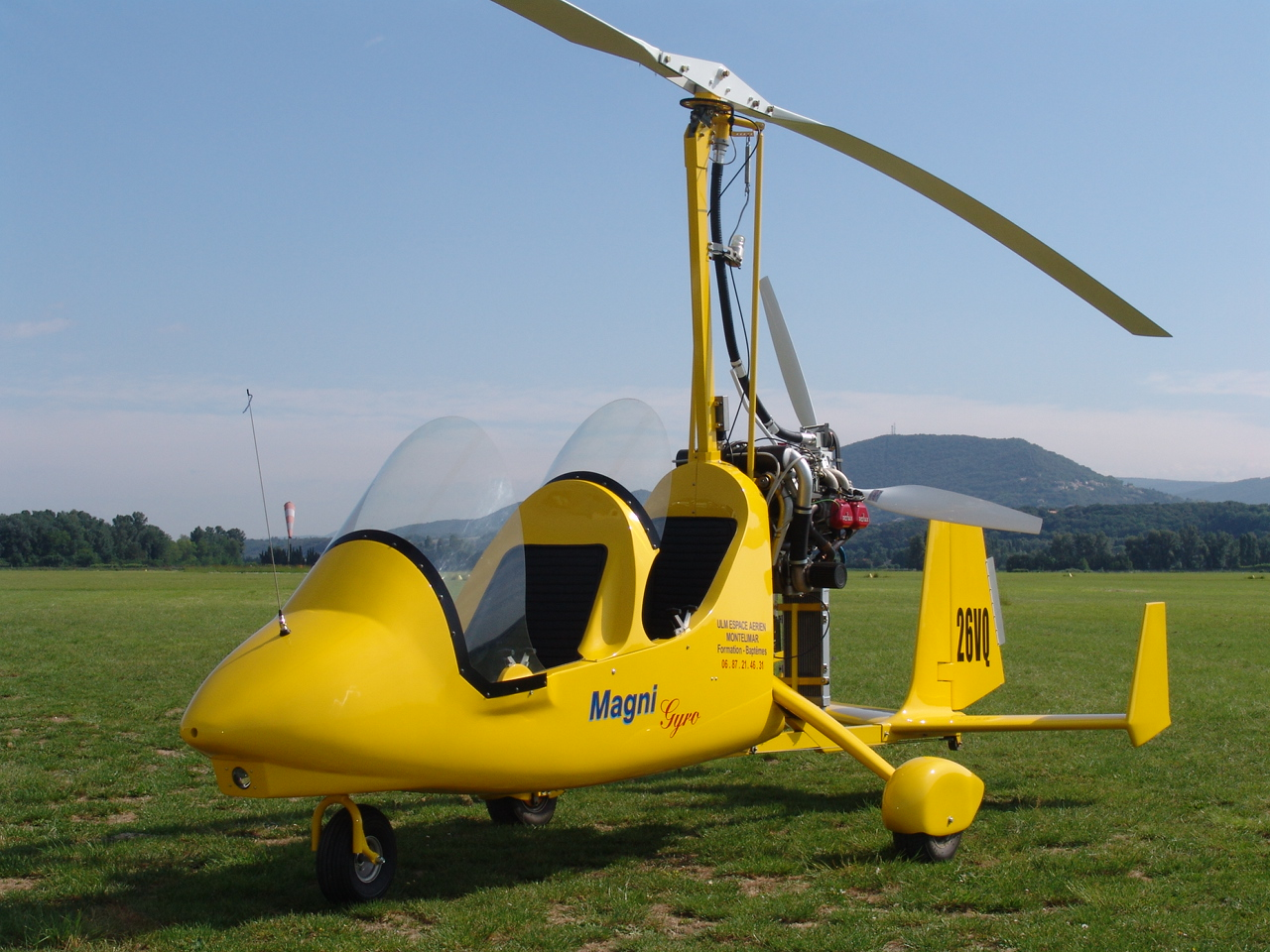
Girocopter

Bliț cu xenon

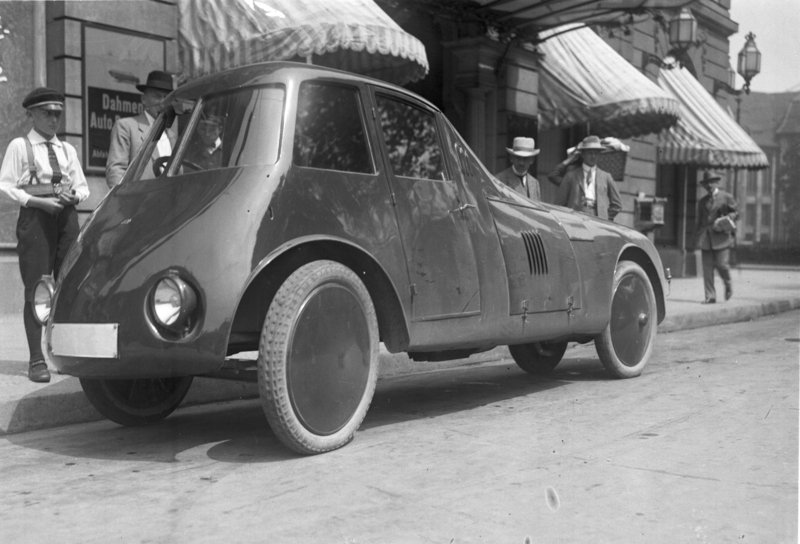
Automobilul cu formă aerodinamică Aurel Persu

- 1920: Revoluția mexicană. Grecia restabilește monarhia, după un referendum.
- 1921: Statul irlandez liber este stabilit, în timp ce provincia Irlanda de Nord este creată de Regatul Unit. Adolf Hitler devine Führer-ul Partidului Nazist. Hiperinflația în Republica de la Weimar începe. Rusia invadează Georgia. Sfârșitul Războiului civil rus și Războiului polono-sovietic. Lovitură de stat aduce dinastia Pahlavi la putere în Iran.
- 1922: Recucerirea italiană a Libiei începe. Uniunea Costa Rica-Guatemala-Honduras-El Salvador se dizolvă. Egipt își câștigă independență. 27 - 29 octombrie Marșul asupra Romei, partidul fascist preia puterea în Italia . Benito Mussolini vine la putere în Italia. Howard Carter descoperă mormântul lui Tutankamon. Războiul civil irlandez începe. Imperiul Otoman este abolit. Gabriel Narutowicz, președintele Poloniei, este asasinat. Uniunea Republicilor Sovietice Socialiste (URSS) se formează. Pius al XI-lea devine Papă. James Joyce publică romanul Ulise. Tratatul de la Washington Naval este semnat.
- 1923: Hiperinflația în Republica de la Weimar se încheie cu introducerea Rentenmark. Revista Time este publicată pentru prima dată. Războiul civil irlandez se termină. La Beer Hall Putsch, Adolf Hitler desfășoară o încercare de a răsturna Republica de la Weimar, se încheie în eșec și Hitler intră în închisoare pe o perioadă de scurtă durată, dar aduce Partidul Nazist la atenția națională. Lovitură de stat militară și uciderea Prim-ministrului bulgar Aleksandar Stamboliyski. Marele cutremur din Kanto ucide cel puțin 105.000 de oameni în Japonia. Ankara devine capitala Turciei, în timp ce Kemal Atatürk devine primul președinte al Republicii Turcia. Walt Disney Company este fondat.
- 1924: Moare Vladimir Ilici Lenin. Biroul Federal de Investigații este fondat de J. Edgar Hoover. Răscoala în Georgia are loc împotriva dominației sovietice. George Gershwin compune "Rhapsody in Blue". US Imigrare Act din 1924 restrânge drepturile imigranților din Asia, Orientul Mijlociu și Europa de Sud.
- 1925: Benito Mussolini câștigă puteri dictatoriale în Italia. Mein Kampf este publicat. Prima imagine televizată este creată de John Logie Baird. Tratatele de la Locarno sunt semnate.
- 1926: Hirohito devine împărat al Japoniei. Lovituri de stat în Grecia, Polonia și Portugalia; se instaurează dictaturi noi.
- 1927: Jazz Singer: primul "talkie", este lansat. Iosif Stalin devine lider al Uniunii Sovietice. Populatia lumii ajunge la 2 miliarde de locuitori. Parlamentul australian convoacă în Canberra pentru prima dată. Regatul Unit al Marii Britanii și al Irlandei devin oficial Regatul Unit al Marii Britanii și Irlandei de Nord. Moare Regele Ferdinand I al României. Arabia Saudită își câștiga independența. BBC acordă o Carta Royal în Regatul Unit.
- 1928: Descoperirea penicilinei de către Alexander Fleming. Era Warlord se încheie în China. Malta devine Dominioana britanică. Regele Zog I este încoronat în Albania. Pactul Briand-Kellogg este semnat la Paris. Internațională Crucii Roșii și Semilună Roșie este stabilită. Mickey Mouse este creat de Walt Disney Studios.
- 1929: Crahul de pe Wall Street. Începutul Marii Depresiuni. Primele persoane sunt trimise la Gulag în Uniunea Sovietică. Papa Pius al XI-lea semnează Tratatul de la Lateran cu liderul italian, Benito Mussolini. Vatican este recunoscut ca un stat suveran. Primele Premii Oscar sunt prezentate.

### Anii 1930

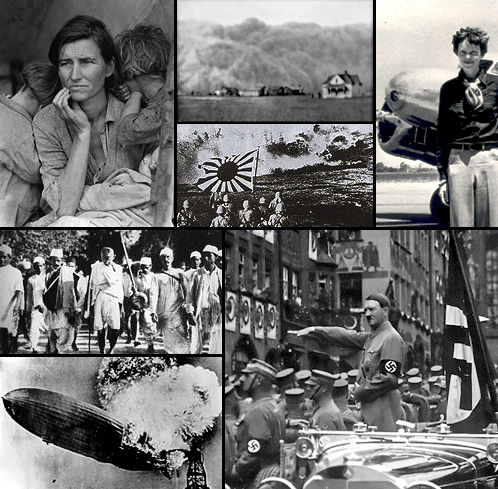
Montaj al anilor 1930

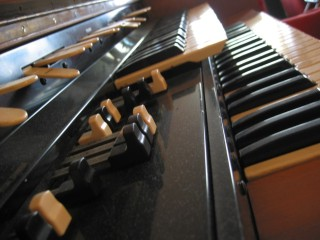
Orga Hammond L-100

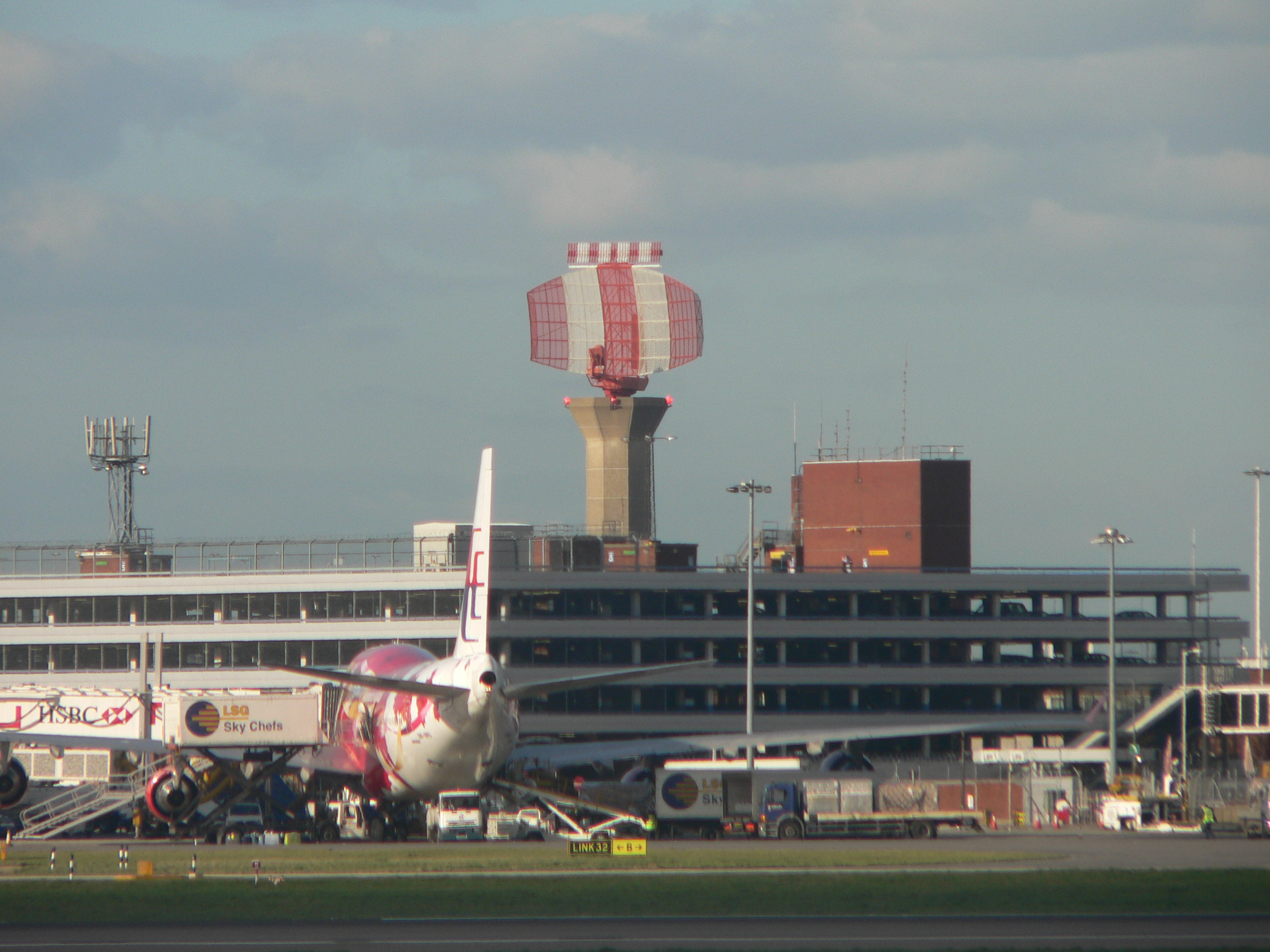
Radar pentru controlul traficului aerian la aeroportul Heathrow, Londra

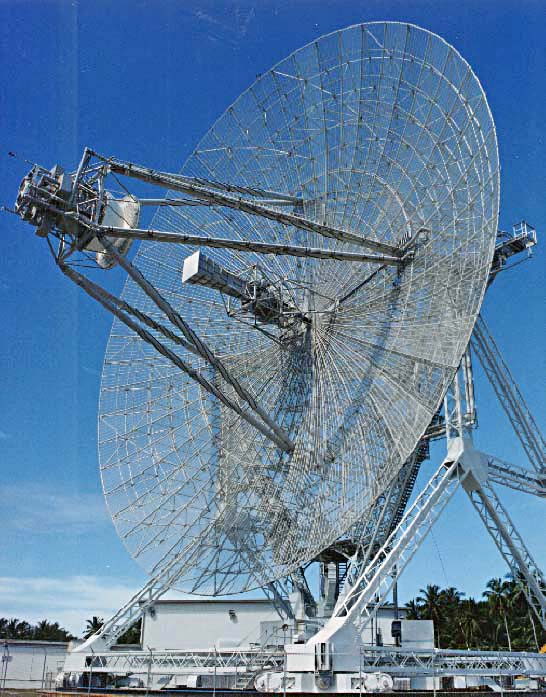
Antenă-radar, folosită în astronomie (ALTAIR)

- 1930: Ajutat de Marea depresiune, Partidul Nazist crește cota sa de vot de la 2,6% la 18,3%. Clyde Tombaugh descoperă Pluto. Mohandas Gandhi și începutul oficial de nesupunere civilă în India britanică. Lovituri militare de stat înlocuiesc guvernele din Peru și Brazilia. Haile Selassie devine rege al Abisiniei.
- 1931: Inundațiile din China ucid până la 2,5 milioane de oameni. Africa de Sud își câștigă independența. Construirea Empire State Building. "Star-Spangled Banner", este adoptat de Statele Unite ca imn național. A doua Republică Spaniolă este declarată. Republica Sovietică Chineză este proclamată de către Mao Zedong. Statutul de la Westminster creează Commonwealth-ului britanic a Națiunilor. Japonia invadează Manciuria, China, și-l ocupă până la sfârșitul celui de-Al Doilea Război Mondial.
- 1932: Franklin Delano Roosevelt devine al 32-lea președinte al Statelor Unite ale Americii. Eamon de Valera devine președinte al Consiliului Executiv (prim-ministru) al Statului Liber Irlandez. Partidul Nazist devine cel mai mare partid unic în parlamentul german. Lovitura de stat militară în Chile. BBC World Service începe radiodifuziunea. Neutronul este descoperit.
- 1933: Adolf Hitler devine cancelar al Germaniei. New Deal începe în Statele Unite ale Americii. Japonia și Germania anunță că vor să părăsească Liga Națiunilor.
- 1934: Dictaturile încep în Brazilia și Bolivia. Mao Zedong începe marșul cel lung. Ocupația Statele Unite din Haiti ia sfârșit. Statele Unite ale Americii acordă mai multă autonomie în Filipine. Adolf Hitler devine Führer în Germania.
- 1935: Al Doilea Război Italo-Etiopian se încheie cu exilul lui Haile Selassie și cucerirea Abisiniei de Benito Mussolini. Persia devine Iran. William Lyon Mackenzie King este ales ca prim-ministru al Canadei.
- 1936: Începe Războiul Civil din Spania. Marea Epurare începe sub conducerea lui Iosif Stalin. Edward al VIII-lea devine rege al Commonwealth-ului britanic și împărat în India, înainte să abdice și preda tronul fratelui său, George al VI-lea. Hoover Dam este finalizat. Revolta arabă în Palestina împotriva Marii Britanii începe să se opună imigrației evreiască. Italia anexeaza Etiopia. "Benjamin", ultimul cunoscut thylacine, moare în Hobart Zoo.
- 1937: Japonia invadează China. Începe cel de-Al Doilea Război Mondial în Extremul Orient. Violul de Nanking. Neville Chamberlain devine prim-ministru al Regatului Unit. Armata Republicană Irlandeză încearcă să-l asasineze pe Regele George al VI-lea al Regatului Unit. Moartea lui George Gershwin și Maurice Ravel. Amelia Earhart dispare în Pacific.
- 1938: Acordul de la München îi oferă Germaniei controlul asupra Cehoslovaciei. Moare Regina Maria a României. Marea Epurare se termină după aproape 700 de mii de execuții. Revista Time îl declară pe Adolf Hitler ca fiind Omul Anului. DC Comics eroul Superman are prima sa apariție.
- 1939: Sfârșitul Războiului Civil Spaniol. Francisco Franco devine dictator al Spaniei. Pactul Ribbentrop-Molotov între Germania și Uniunea Sovietică este semnat. Invazia nazistă a Poloniei declanșează începutul celui de-Al Doilea Război Mondial în Europa. Revolta palestiniană anti-britanică. Pius al XII-lea devine Papă.

### Anii 1940

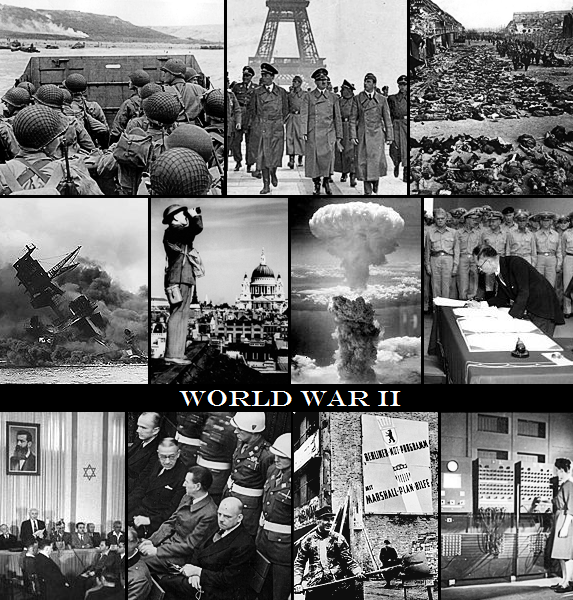
Montaj al anilor 1940

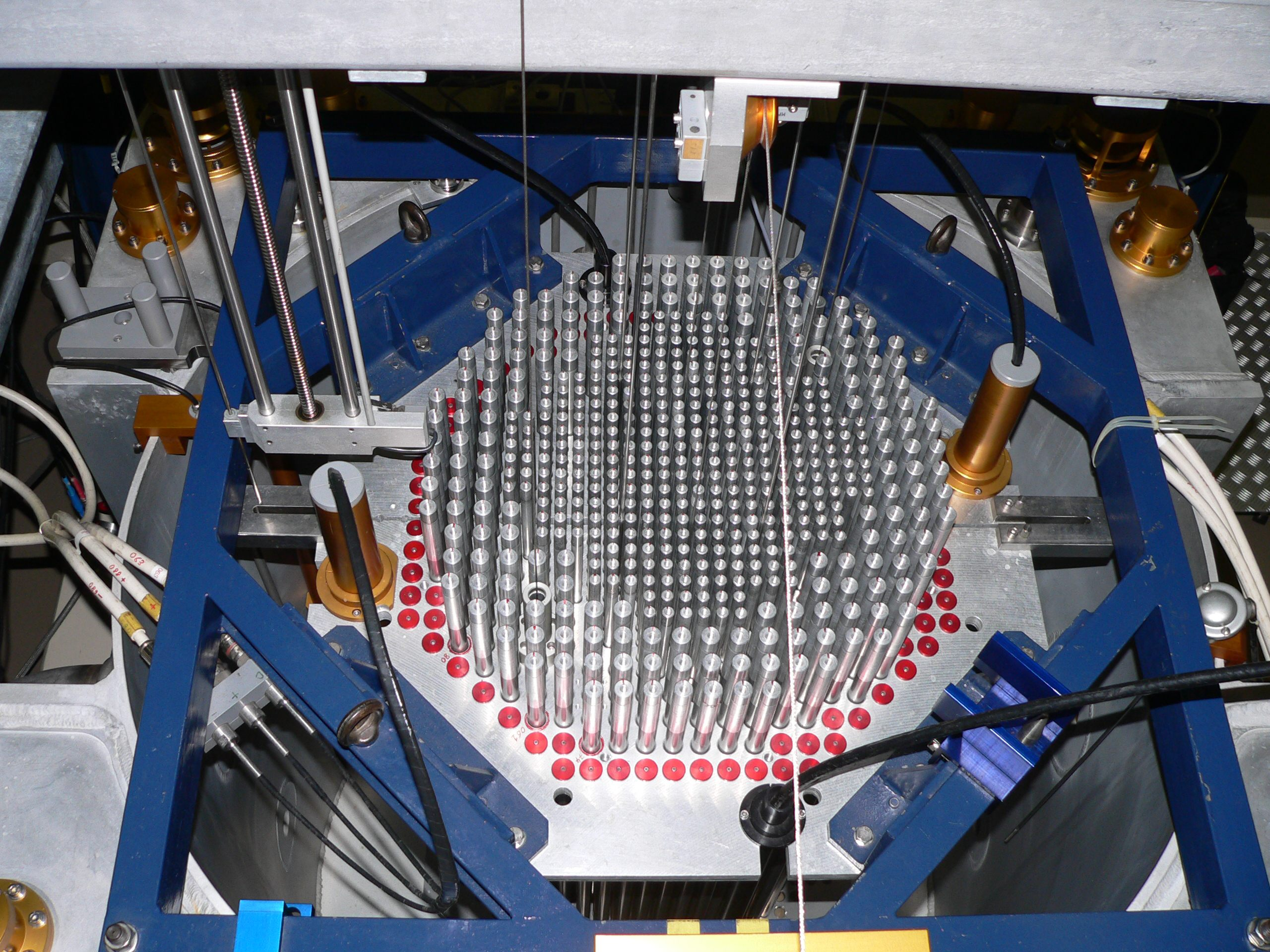
Partea centrală a unui reactor nuclear utilizat pentru cercetări

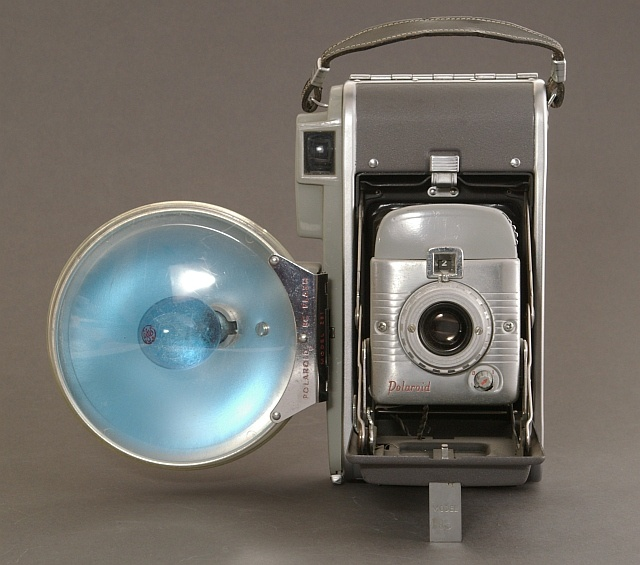
Cameră foto Polaroid cu bliț

- 1940: Germania nazistă invadează Franța, Țările de Jos, Danemarca și Norvegia. Masacrul de la Katyń în Polonia. Războiul de iarnă între Uniunea Sovietică și Finlanda. Winston Churchill devine prim-ministru al Regatului Unit. Bătălia din Marea Britanie în care Imperiul Britanic luptă singur împotriva Puterilor Axei. "Razboiul Fulger" începe.
- 1941: Operațiunea Reinhard începe faza principală a Holocaustului. Bombardarea Pearl Harbor duce la aderarea Statelor Unite ale Americii la Al Doilea Război Mondial. Hitler începe invazia nazistă a Uniunii Sovietice.
- 1942: Bătălia de la Midway. Bătălia din Marea Coralilor. Luptele de la El Alamein. Bătălia de la Stalingrad. Începe Campania din Guadalcanal. Începe internarea cetățenilor americani de etnie japoneză în Statele Unite. Proiectul Manhattan de construire a bombei atomice.
- 1943: Bătălia de la Stalingrad se încheie cu retragerea armatei germane. Revolta din ghetoul din Varșovia. Începe Revoluția verde.
- 1944: D-Day (Ziua Z); Debarcarea din Normandia. Statele baltice sunt anexate de Uniunea Sovietică. Primul calculator Colossus, devine online.
- 1945: Bombardarea Dresdei. Bătălia Berlinului. Sfârșitul celui de-Al Doilea Război Mondial. Holocaustul se încheie după circa 12 milioane de decese, inclusiv 6 milioane de evrei. Moare Franklin Delano Roosevelt. Adolf Hitler se sinucide împreună cu soția sa. Benito Mussolini este executat. Crearea  bombei atomice și bombardamentele nucleare de la Hiroshima și Nagasaki. Conferința de la Potsdam împarte Europa în: Europa de Vest și blocul sovietic. Fondarea ONU. Începe Războiul Civil Chinez. Independența Coreei. Decesul Annei Frank și al lui Béla Bartók.
- 1946: Independența Iordaniei. Se încheie Procesele de la Nürnberg. Începe Primul Război din Indochina. Primele imagini cu Pământul, făcute din spațiu.
- 1947: Independența Indiei și Pakistanului și începutul Primului Război indo-pakistanez. Depășirea barierei sunetului. Este fondat CIA. Abolirea monarhiei în România.
- 1948: Al doilea război arabo-israelian. Transport Aerian din Berlin. Planul Marshall. Fondarea OCDE și Organizația Mondială a Sănătății. Asasinarea lui Mohandas Gandhi. Independența Myanmarului. Începutul apartheidului din Africa de Sud. Divizarea Coreei în Nord și Sud. Se încheie Primul război indo-pakistanez.
- 1949: Crearea NATO. Se încheie blocada Berlinului. Germania este împărțită în Republica Democrată Germană și Republica Federală Germană. CAER este fondat de către URSS și de Blocul de Est. Împărțirea Kashmirului. Sfârșitul războiului civil chinez și stabilirea Republicii Populare Chineză. Independența Indoneziei.

### Anii 1950

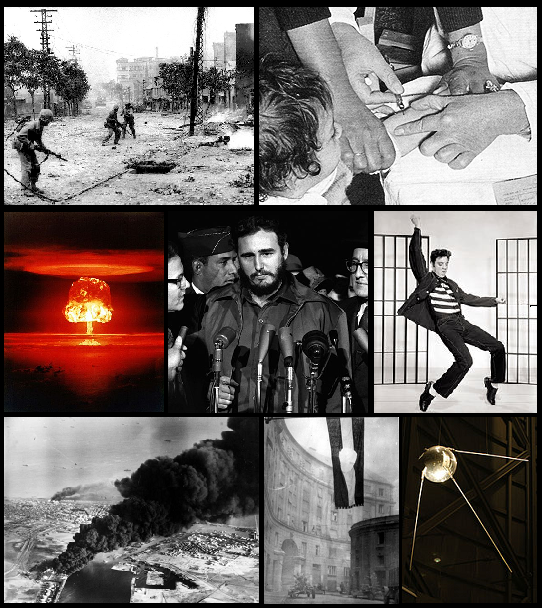
Montaj al anilor 1950

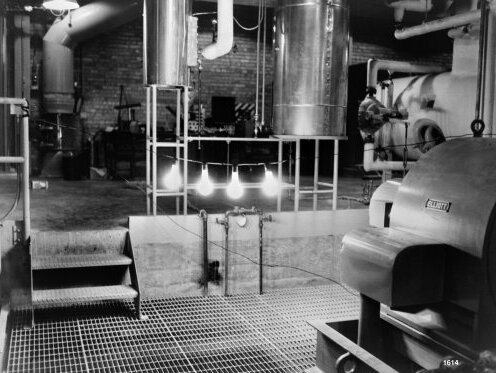
În Idaho National Laboratory s-a obținut pentru prima dată energie electrică din energie nucleară (1951)

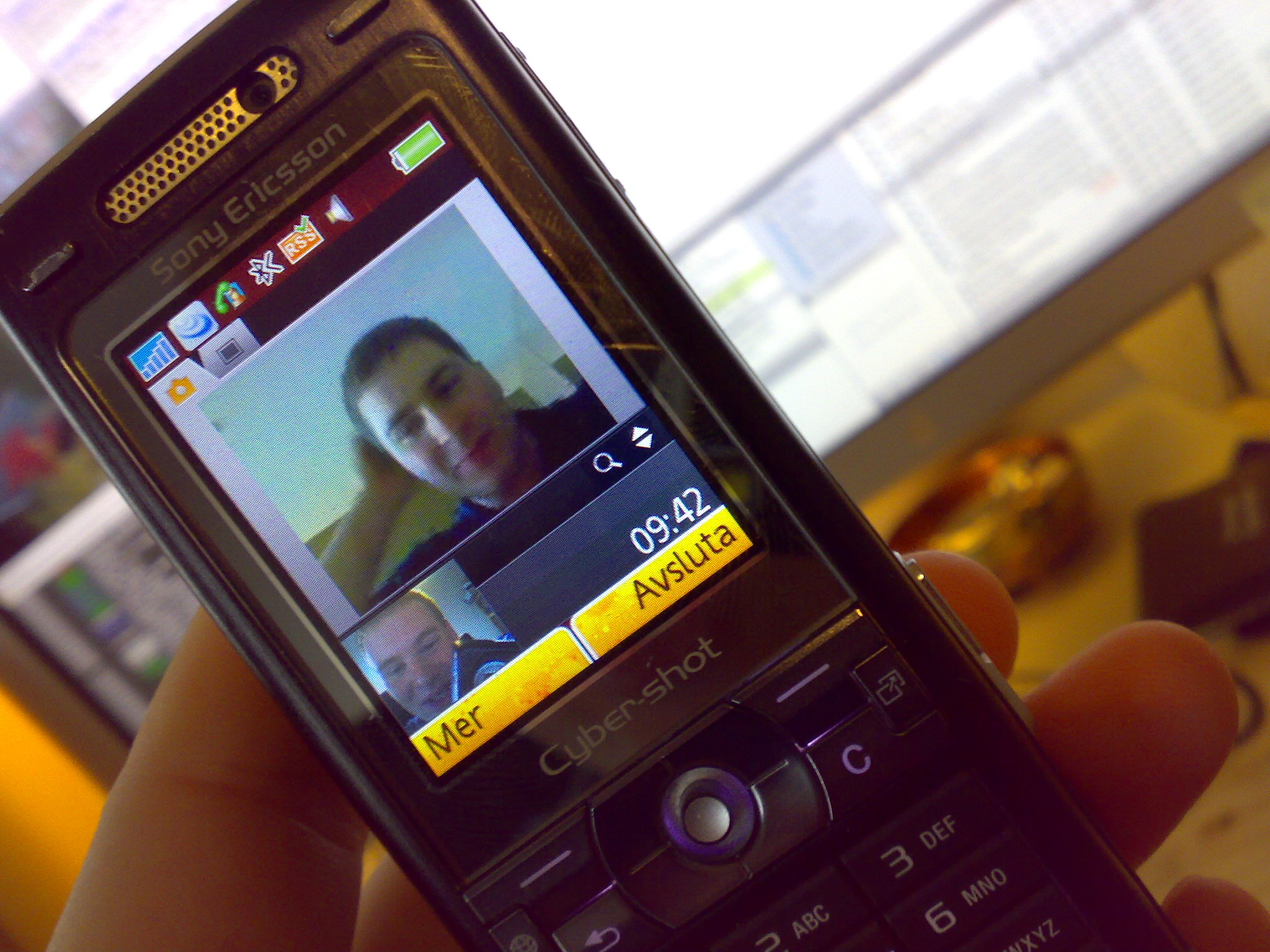
Videoapel telefonic

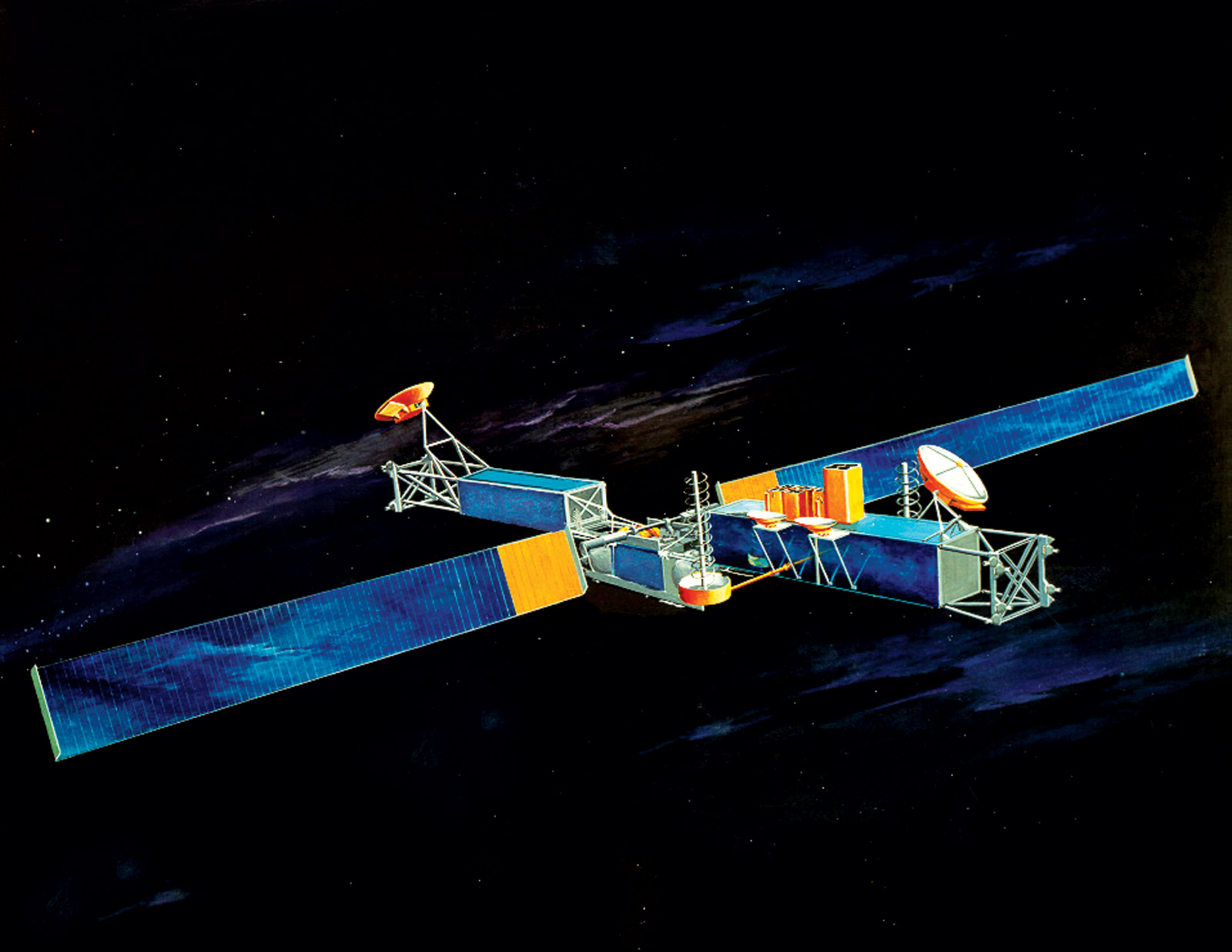
Satelitul pentru telecomunicații MILSTAR

- 1950: Începutul războiului coreean. Lhamo Dondrub devine al 14-lea Dalai Lama din Tibet.
- 1951: Planul de la Colombo intră în vigoare.
- 1952: Moare Regele George al VI-lea al Regatului Unit. Comunitatea Europeană este formată. Regina Elisabeta a II-a devine Monarh al Commonwealth. Convențiile de la Bonn-Paris marchează sfârșitul ocupației aliate din Germania de Vest. Procesul Slánský în Cehoslovacia. Detonarea bombei cu hidrogen. Primul zbor cu un avion comercial. Dezvoltarea primului vaccin polio de Jonas Salk. Mișcarea Mau Mau începe în Kenya.
- 1953: Independența Cambodgiei. Descoperirea ADN-ului. Edmund Hillary devine primul om care escaladează Muntele Everest. Mohammed Mossadeq este înlăturat în Iran. Se sfârșește războiul coreean. Moare la Estoril, Portugalia, Regele Carol al II-lea al României. Elvis Presley își face debutul în cariera muzicală. Moare Iosif Stalin.
- 1954: Curtea Supremă a Statelor Unite decide ca Brown c. Board of Education să pună capăt segregării rasiale în școlile publice. Rock Around the Clock de Bill Haley & His Comets, aduc rock and roll-ul în mainstream american. Uniunea Sovietică generează energie electrică prin centralele nucleare. Primul Război din Indochina se încheie. Războiul din Algeria începe. Gamal Abdel Nasser s-a proclamat dictatorul militar al Egiptului.
- 1955: Semnarea Pactului de la Varșovia. Primul război civil sudanez începe. Antimateria este produsă pentru prima oară.
- 1956: Independența Sudanului, Tunisiei și independența deplină a Pakistanului. Revolta maghiară. Criza Suezului. Este planificat și dezvoltat orașul Brasilia de către Lúcio Costa.
- 1957: Lansarea Sputnik 1 și începutul erei spațiale. Independența Ghanei. Tratatul de la Roma, care duce la formarea Uniunii Europene. Primul contraceptiv combinat.
- 1958: Marele Salt Înainte începe în China. NASA, US Federal Aviation Authority și Campaign for Nuclear Disarmament (CND) sunt fondate. Simbol al CND, semn de pace, este utilizat pentru prima dată. Invenția discului optic și al casetei.
- 1959: Revoluția cubaneză. Independența Ciprului și Singapore. Admiterea Alaska și Hawaii în Statele Unite. Dalai Lama este exilat din Tibet. Apar primele cazuri de SIDA. Începutul Războiului din Vietnam. Primele imagini ale laturii întunecate ale Lunii. Gulagul a fost desființat, după un milion de decese înregistrate.

### Anii 1960

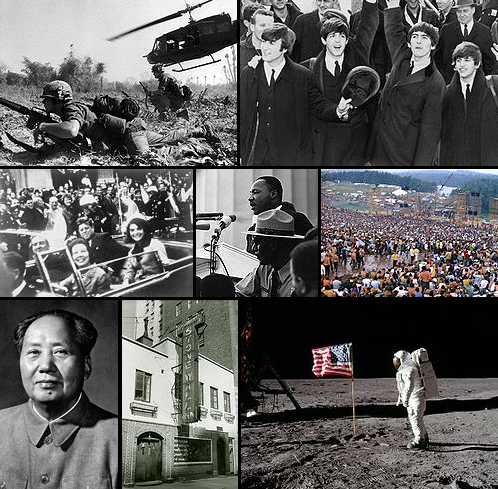
Montaj al anilor 1960

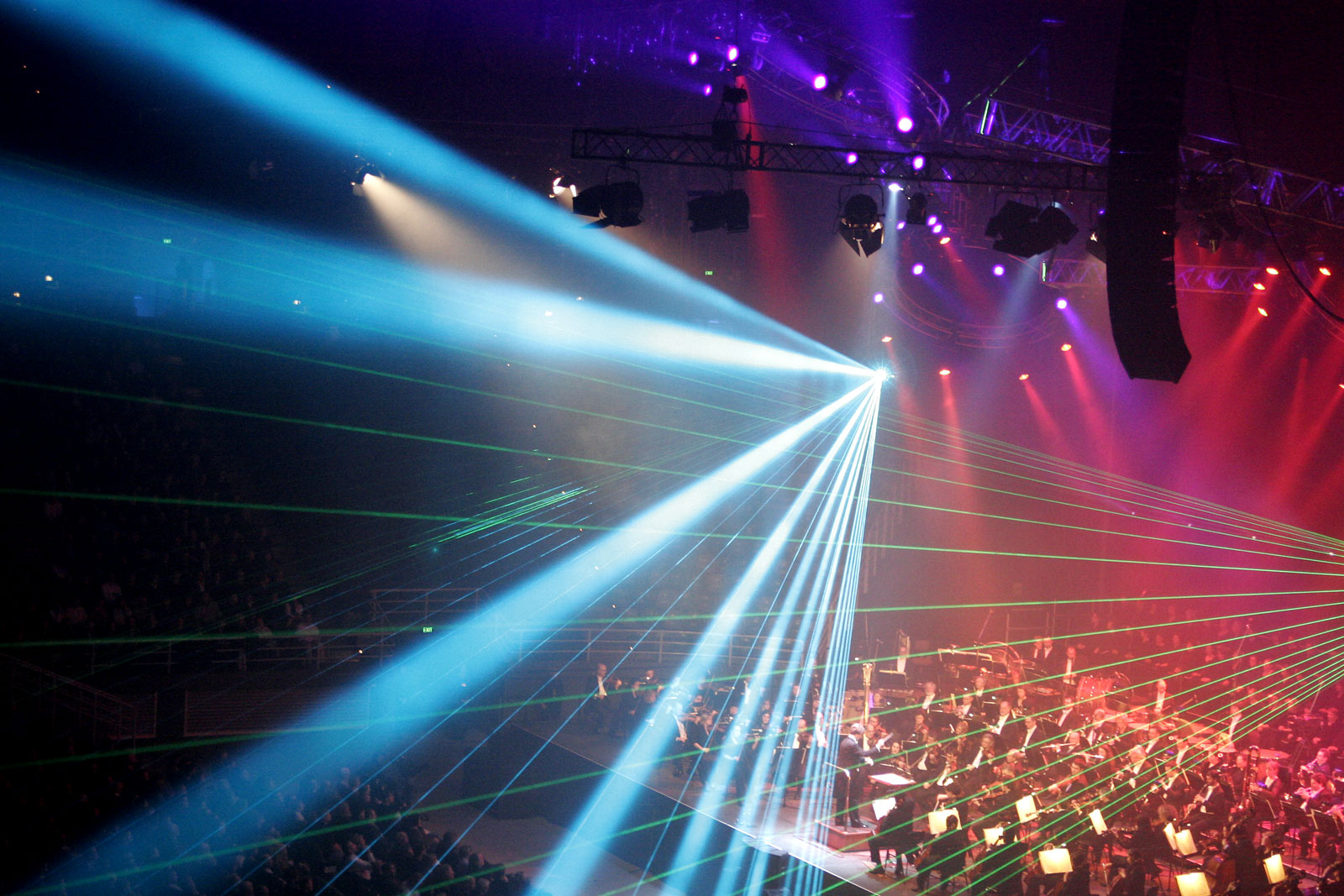
Efecte laser folosite la spectacole

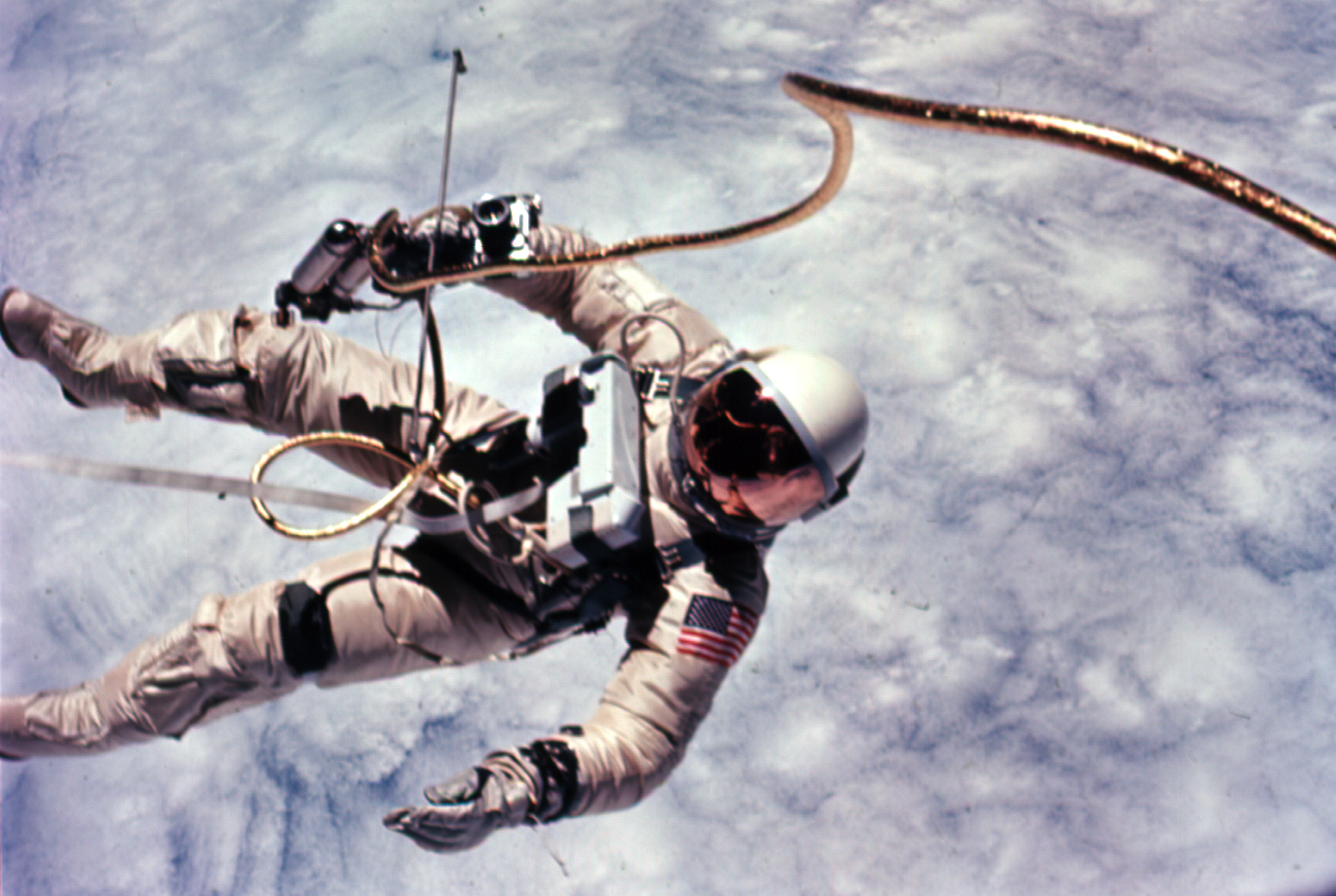
Edward White în timpul unei misiuni spațiale pe Gemini 4

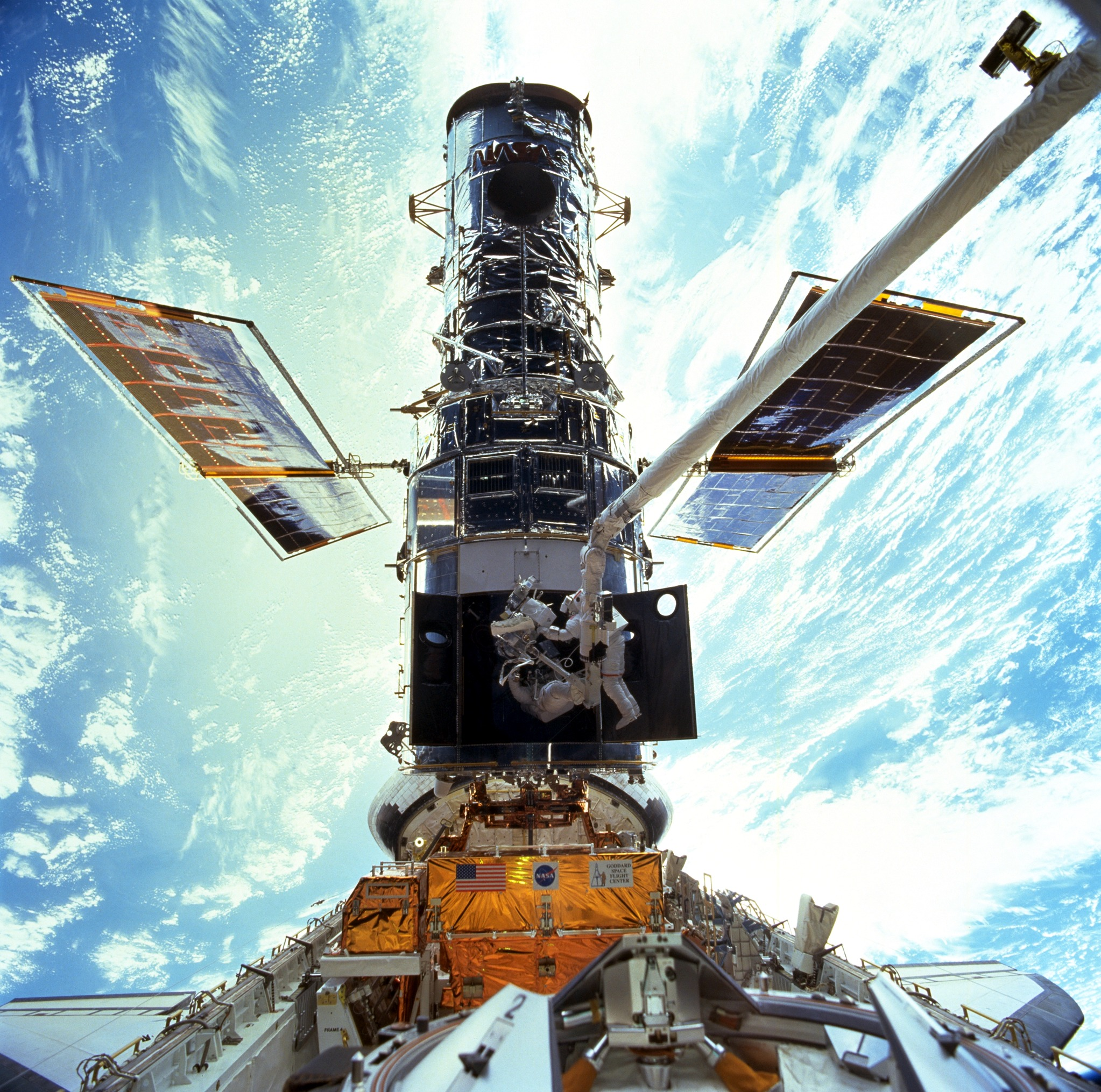
Telescopul spațial Hubble

- 1960: Anul Africii. Independența Somaliei, Togo și Congo Belgian (acum Republica Democrată Congo). Criză în Congo.  Revolta Mau Mau se încheie. Coborârea primului echipaj uman la cel mai adânc punct de pe Pământ, Groapa Marianelor. Formarea primului laser. Populația lumii atinge 3 miliarde. Formația The Beatles este formată în Liverpool, Marea Britanie.
- 1961: Marele Salt Înainte se încheie în China, după moartea a aproximativ 20 de milioane de oameni. Construirea Zidului Berlinului. Primele misiuni spațiale umane. Iuri Gagarin este primul om din Rusia care ajunge în spațiu.
- 1962: Criza rachetelor din Cuba. Războiul civil algerian se termină cu independența Algeriei. Confruntarea Indonezia-Malaezia începe. Primul succes al formatiei The Beatles.
- 1963: Kenya își câștigă idependența. Fondarea Malaeziei. Martin Luther King ține discursul: "I have a dream", în timpul unui marș pentru libertate. John F. Kennedy este asasinat. Lansarea primului satelit geostaționar. Paul al VI-lea devine Papă.
- 1964: Independența Maltei, Malawiei și Tanzaniei. Drepturile civile. Actul din 1964 desființează segregarea în SUA. Conflictul columbian armat începe. Primele imagini de pe Marte.
- 1965: Moartea lui Winston Churchill și Malcolm X. Revolta anti-comunistă în Indonezia, sunt ucise aproximativ 500.000 de persoane. Independența Singapore. Începe Al doilea război indo-pakistanez.
- 1966: Războiul Indonezia-Malaezia ia sfârșit. Revoluția Culturală în China. Independența statelor Lesotho, Botswana și Barbados.
- 1967: Vara Iubirii. Războiul de Șase Zile.
- 1968: Asasinarea lui Martin Luther King și Robert F. Kennedy. Primăvara de la Praga. Proteste în Franța. Începe problema irlandeză.
- 1969: Aselenizarea; Neil Armstrong devine primul om care a călcat vreodată pe Lună. Crimele Familiei Manson. Festivalul de la Woodstock. Crearea ARPANET. Un grup de tineri ofițeri conduși de Gaddafi a dat o lovitură de stat (fără vărsare de sânge) în Libia.

### Anii 1970

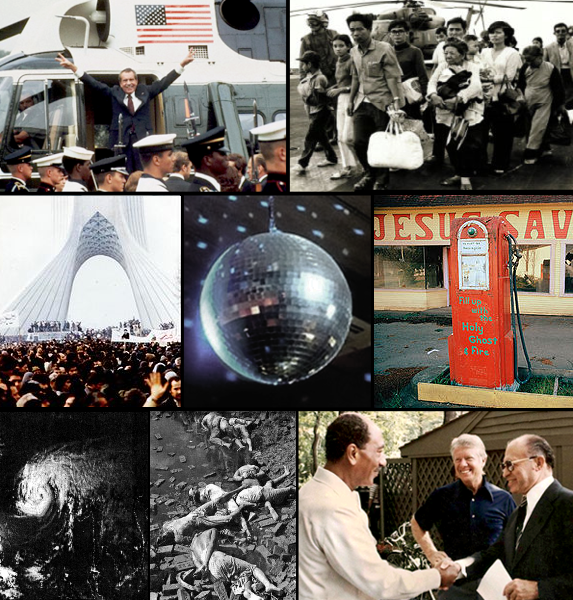
Montaj al anilor 1970

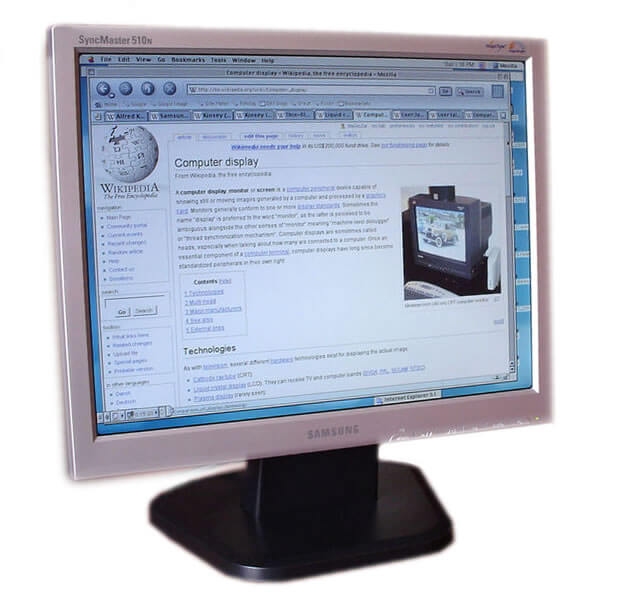
Monitor cu cristal lichid

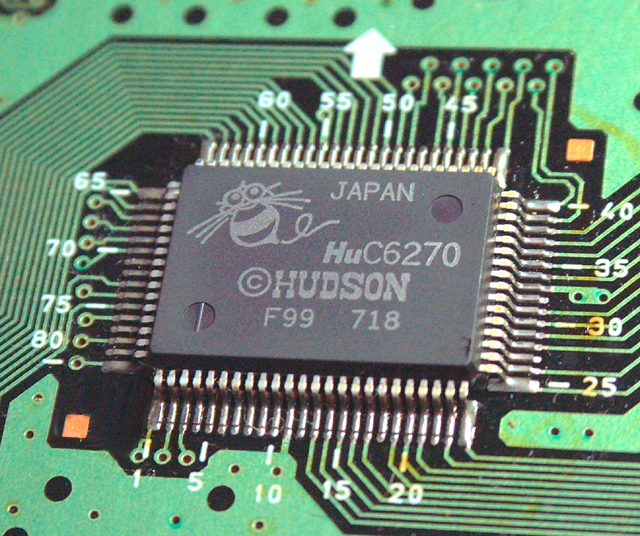
Microprocesor

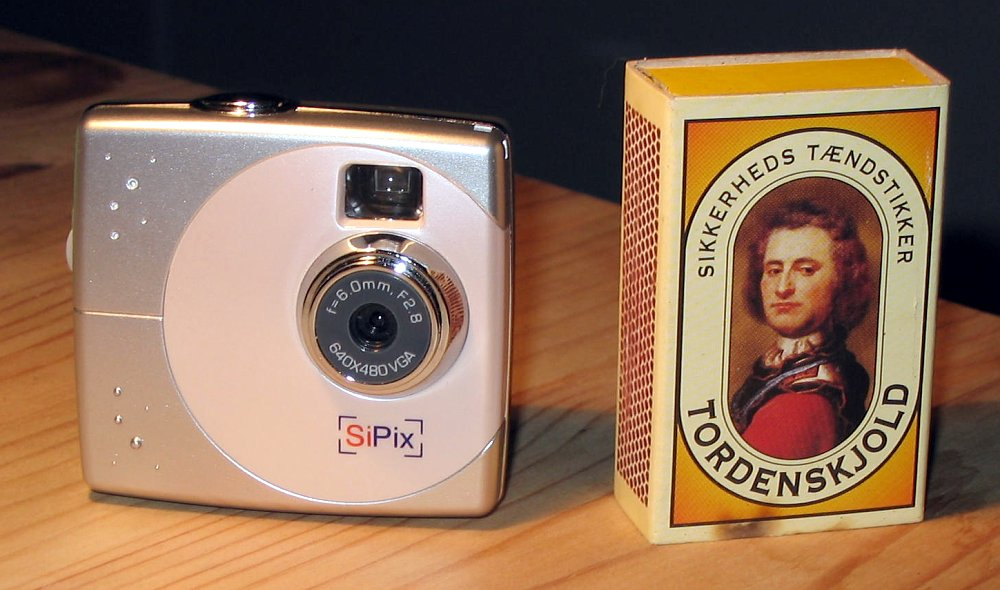
Cameră digitală SiPix de mărimea unei cutii de chibrituri

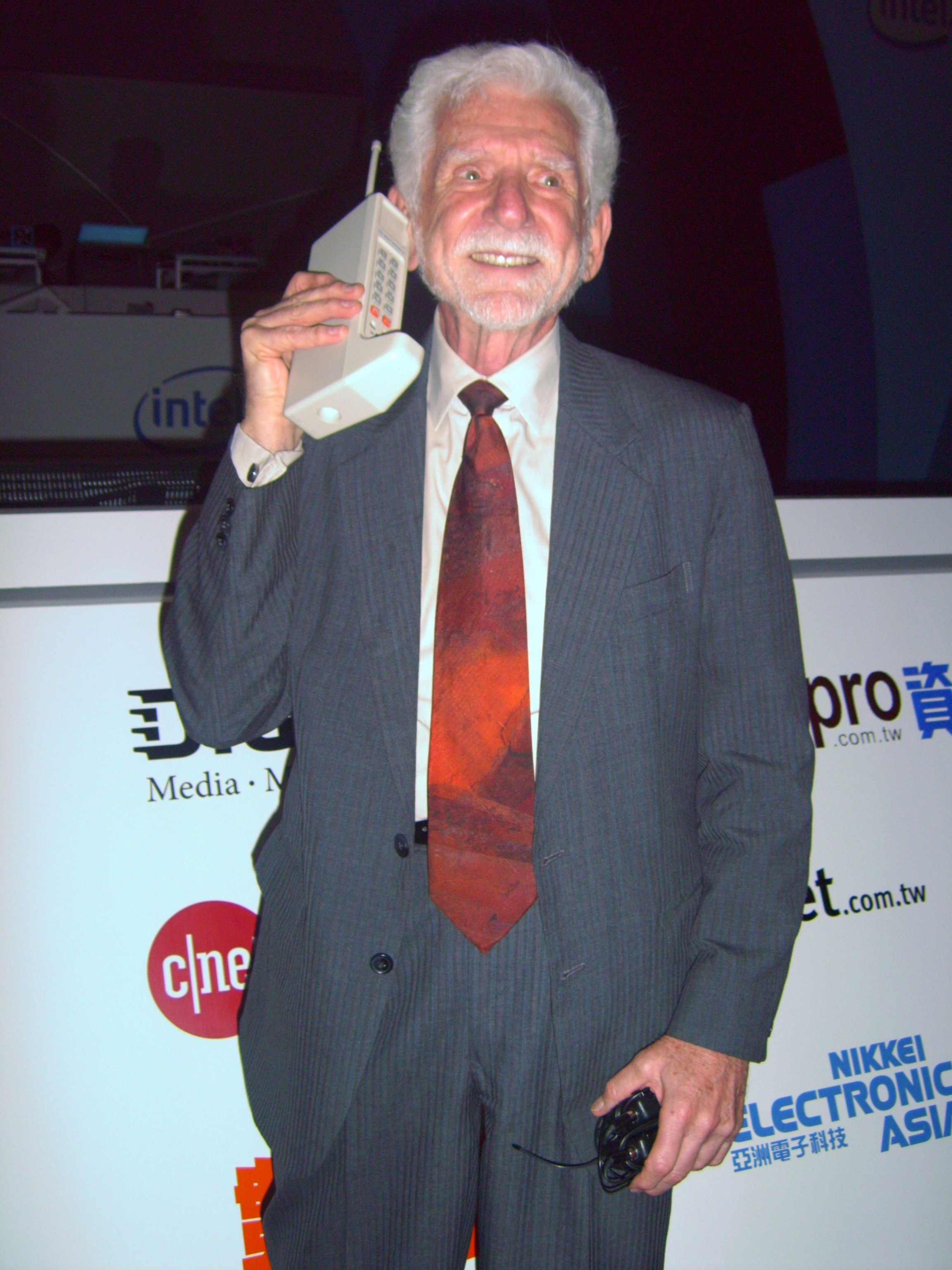
Începutul telefoniei mobile

- 1970: Edward Heath devine prim-ministru al Regatului Unit. Proteste în Polonia. Războiul civil din Cambodgia. Ratificarea nucleară a Tratatului de Neproliferare. Containerizarea e adoptată la nivel global. Creșterea masivă a comerțului mondial. Zborul inaugural al Boeing 747. Ciclonul Bhola ucide 500.000 de oameni în Pakistanul de Est. Decesul lui Jimi Hendrix și Janis Joplin. FLQ prinde ostatici, provocând-ul pe prim-ministru Canadei, Pierre Elliot Trudeau, să emită actul "Măsuri de război". Muammar al-Gaddafi a expulzat pe toți italienii din Libia. Gamal Abdel Nasser moare. Anwar Sadat devine președintele Egiptului.
- 1971: Eliberarea Bangladesh: Războiul de independență a Bangladesh-ului se încheie. Începe Al treilea război indo-pakistanez. Invenția microcipului. Idi Amin vine la putere, în Uganda.
- 1972: Irlanda de Nord "lui Bloody Sunday". Primul război civil sudanez se termină. Legea marțială este declarată în Filipine de către președintele Ferdinand Marcos. Gruparea Septembrie Negru a atacat lotul israelian la Jocurile Olimpice de la München, omorând 11 atleți, Gaddafi a fost considerat unul dintre finanțatorii principali ai grupului. Scandalul Watergate.
- 1973: Curtea Supremă a Statelor Unite ale Americii decide condamnarea lui Roe v. Wade. Moare Pablo Picasso. Primele imagini ale planetei Jupiter. Libia a ocupat Fâșia Aouzou pe care o revendică și Ciadul.
- 1974: Ocupația turcă a Ciprului. Revoluția Garoafelor din Portugalia începe tranziția către democrație. Primele imagini ale planetei Mercur (planetă). Descoperirea "Lucy" (Australopithecus afarensis), în Defileul Olduvai din Etiopia. Populația lumii a atins 4 miliarde de locuitori. Gaddafi a proclamat o „Federație a Republicilor Arabe” compusă din Libia, Egipt, Siria, dar țările nu s-au putut înțelege la detalii privind federația.
- 1975: Sfârșitul Războiului din Vietnam. Decesul lui Francisco Franco și Dmitri Șostakovici. Războiul Civil Cambodgian se încheie cu victoria Khmerilor Roșii. Începe genocidul din Cambodgia.
- 1976: Primul focar al virusului Ebola. Moare Mao Zedong. Sfârșitul  Revoluției Culturale din China. Steve Jobs termină prima sa invenție semnificativă, Apple I.
- 1977: Introducerea primelor produse de calculatoare personale în masă. Lansarea satelitului Voyager 1. Regina Alia a Iordaniei este ucisă într-un accident de elicopter. Gaddafi a desființat republica și a instaurat o așa-numită jamahirie.
- 1978: Invenția insulinei. Descoperirea lunii Charon al planetei Pluto. Tuvalu își câștigă independența. Nașterea primului copil prin eprubeta. Războiul cambodgian-vietnamez începe. Deng Xiaoping conduce reforma economică în Republica Populară Chineză. Tranziția spaniolă spre democrație este finalizată. Ioan Paul I și apoi Ioan Paul al II-lea devin Papi. Se semnează acordul de pace de la Camp David.
- 1979: Războiul din Afganistan civil începe. Invazia sovietică din Afganistan. Revoluția din Iran și criza ostaticilor din Iran. Shah Reza Pahlavi merge în exil. Sosirea Papei Ioan Paul al II-lea în Polonia, ceea ce a dus în cele din urmă la mișcarea Solidarității. Stația Spațială Skylab este lansată. Primele imagini a planetei Saturn. Margaret Thatcher devine prim-ministru al Regatului Unit. Punerea în aplicare a politicii "Un copil" în China. Idi Amin este exilat din Uganda. Variola eradicată. Războiul cambodgian-vietnameze se termină cu răsturnarea Khmerilor Roșii, au fost ucise 1,7 milioane de persoane. Războiul chino-vietnamez. Revoluția din Nicaragua.

### Anii 1980

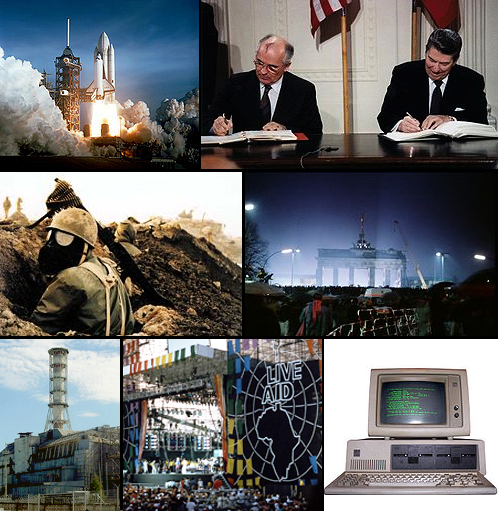
Montaj al anilor 1980

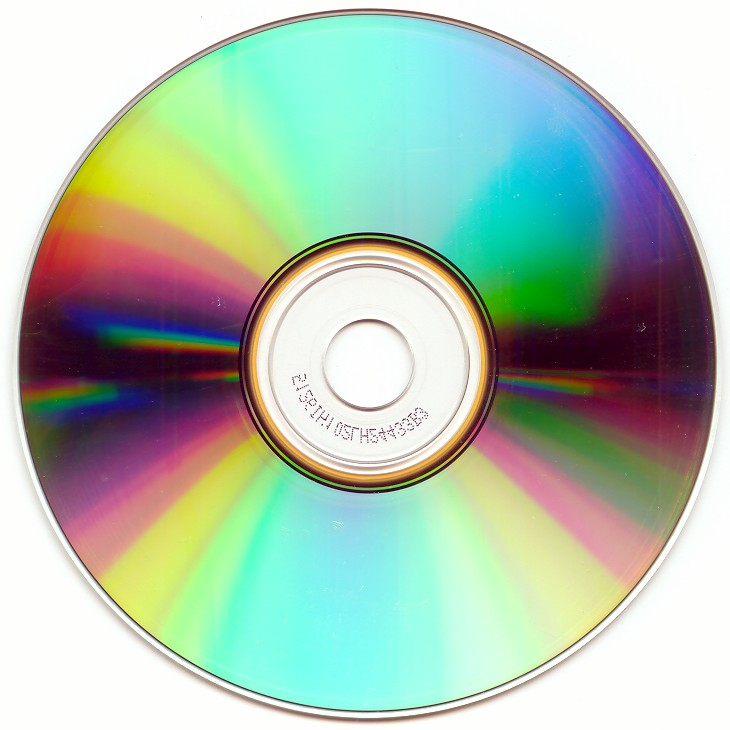
Compact Disc

- 1980: Independența obținută de  Zimbabwe și Vanuatu. Ronald Reagan este ales al patruzecilea președinte al Statelor Unite. Începe Războiul Iran-Irak. Războiul Civil Salvadorian și Războiul Contra. Este asasinat John Lennon. Mai mulți disidenți libieni din străinătate au fost uciși pentru că nu s-au reîntors în Libia până la termenul de 11 iunie, termen impus de autoritățile libiene.
- 1981: Independența Palau. Primul zbor orbital al Space Shuttle. În timpul unei parade militare la Cairo, Sadat este asasinat de membri ai partidului Jihadul islamic, sub motivația că acesta a negociat cu dușmanul principal al națiunii arabe, Israelul. Sunt fondate trupele americane de muzică rock: Metallica, Slayer, Pantera și Anthrax.
- 1982: Prima invazie israeliană în Liban. Războiul din Insulele Falkland. Masacrul de la Hama, Siria, mor mai mult de 10.000 de persoane. Moare Regina mamă Elena a României. Michael Jackson lansează albumul de succes "Thriller".
- 1983: Sfârșitul războiului din 1982 din Liban. GPS devine disponibil pentru uz civil. Independența Brunei. Sfârșitul dictaturii din Argentina. Al doilea război sudanez civil începe. Invazia Grenadei de către Statele Unite ale Americii. Începutul foametei 1984-1985 din Etiopia. Sunt fondate trupele americane de muzică rock: Megadeth și Guns N' Roses.
- 1984: Inaugurarea oficială a Canalului Dunăre-Marea Neagră, ale cărui lucrări de construcție au început în anul 1973. Disidentul Jerzy Popiełuszko este asasinat în Republica Populară Polonă. Prim-ministrul Indiei, Indira Gandhi este asasinată de doi membri ai gărzii de corp. Cosmonautul Svetlana Savițkaia devine prima femeie care a efectuat o ieșire în spațiu.
- 1985: Are loc concertul caritabil de muzică rock, Live Aid. Mihail Gorbaciov devine premier al Uniunii Sovietice. Prima utilizare a amprentei ADN-ului. Sfârșitul dictaturii în Brazilia.
- 1986: Explozia navei spațiale Challenger. Accidentul nuclear de la Cernobîl. Lansarea stației spațiale Mir. Primele imagini ale planetei Uranus. Sfârșitul dictaturii a lui Ferdinand Marcos din Filipine. Corazon Aquino devine al 11-lea președinte a Filipinelor. Iran-Contra devine public.
- 1987: Crahul Bursei de Valori de piață. Palestinienii declanșează Prima Intifada împotriva Israelului. Populația lumii ajunge la 5 miliarde de locuitori.
- 1988: Perestroika. Sfârșitul războiului Iran-Irak. Sfârșitul dictaturii conduse de Augusto Pinochet în Chile. Pan Am Flight 103 se prăbușește peste Lockerbie, Scoția. Forțele Armate din Myanmar au lansat o lovitură de stat militară. Construcția Tunelul Canalului Mânecii.
- 1989: Căderea Zidului Berlinului. Revoluția din România, eliberarea de sub regimul comunist si adoptarea democrației. Soții Ceaușescu sunt executați. Prăbușirea blocului sovietic. Masacrul din Piața Tiannanmen. Sfârșitul invaziei sovietice din Afganistan. Sfârșitul dictaturii în Paraguay. Primele alegeri prezidențiale directe în Brazilia din 1960. Moartea împăratului Hirohito. Fatwā a emis împotriva lui Salman Rushdie. Deversarea de petrol de la Exxon Valdez. Primele poze ale planetei Neptun. Primul război civil liberian.

### Anii 1990

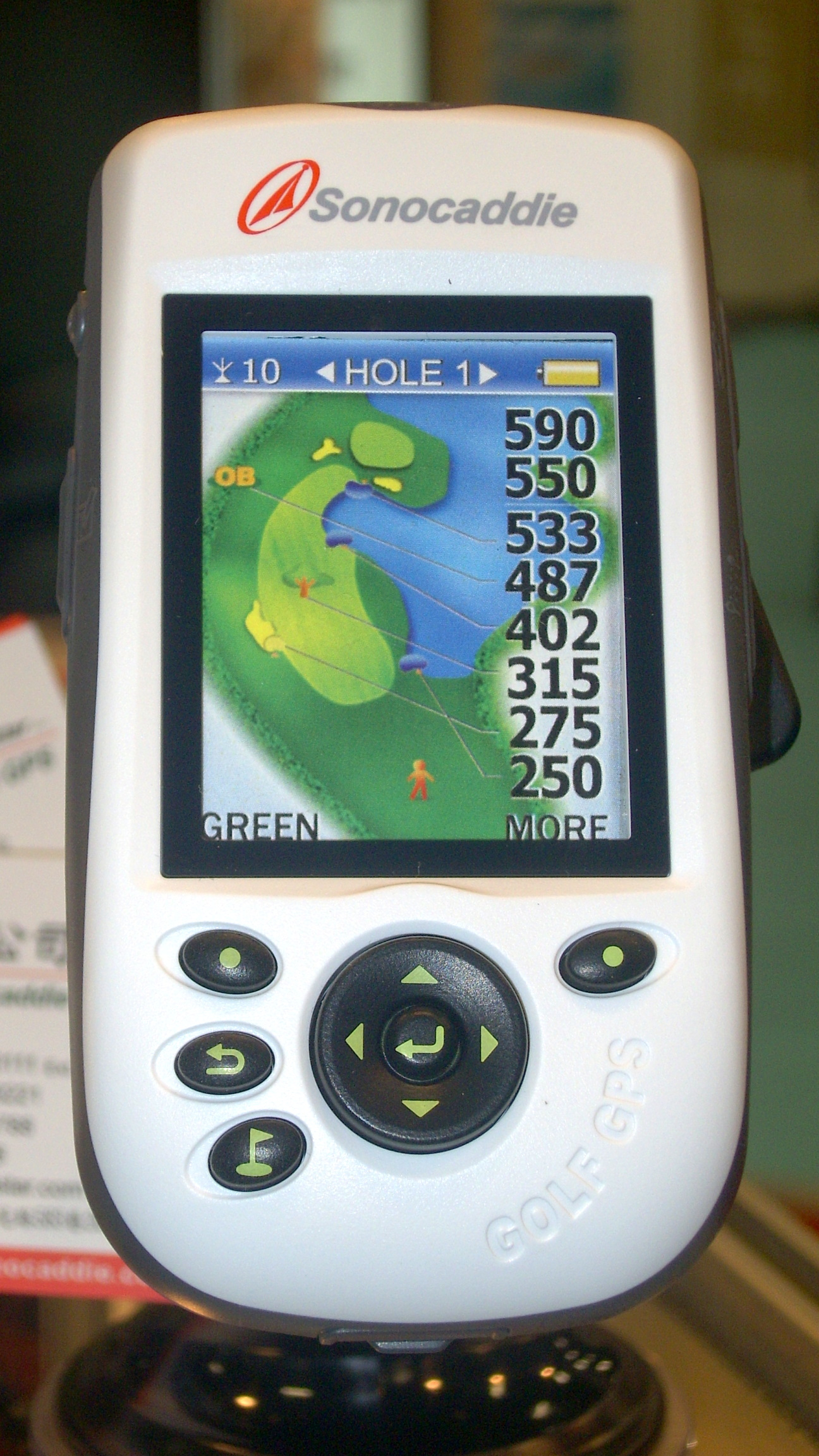
Navigator GPS

- 1990: Sir Tim Berners-Lee inventează World Wide Web. Reunificarea Germaniei. Lansarea telescopului spațial Hubble. Războiul din Golf. Războiul Contra se termină. Forțelor Armate din Myanmar îl aresteaza pe Aung San Suu Kyi la domiciliu.
- 1991: Războiul din Golf se termină. Destrămarea Uniunii Sovietice și independența celor 15 foste republici sovietice. Boris Elțîn devine primul președinte al Federației Ruse. Zece zile de război în Slovenia. Războaiele Iugoslave. Războiul civil algerian. Sfârșitul regimului Khmerilor Roșii din Cambodgia.
- 1992: Tratatul de la Maastricht creează Uniunea Europeană. Bill Clinton este ales al patruzeci și doilea președinte al Statelor Unite ale Americii. Sfârșitul dictaturii în Albania și Coreea de Sud. Sfârșitul Războiul Civil Salvadorian.
- 1993: Divorțul de catifea dintre Republica Cehă și Slovacia. Independența Eritreei. Acordul de la Oslo ratifică sfârșitul primului conflict între Israel și Palestina.
- 1994: Sfârșitul apartheidului din Africa de Sud. Alegerea lui Nelson Mandela ca președinte al Africii de Sud. Stabilirea NAFTA. Primul Război Cecen. Asasinarea lui Juvénal Habyarimana. Cyprien Ntaryamira declanșează genocidul din Rwanda. Deschiderea Tunelul Canalului Mânecii.
- 1995: Atentatul din Oklahoma City. Înființarea Organizației Mondiale a Comerțului. Masacrul de la Srebrenica. Bombardamentele NATO din Bosnia. Acordul de la Dayton. Asasinarea lui Ițhak Rabin. Foamete în Coreea de Nord.
- 1996: Primul război din Congo. Primul Război Cecen se încheie. Războiul civil liberian se termină. Sfârșitul dictaturii în Taiwan. Oaia Dolly devine primul mamifer clonat. Talibanii preiau controlul în Afganistan.
- 1997: Tony Blair devine prim-ministru al Regatului Unit. Transferul de suveranitate asupra Hong Kong-ului din Marea Britanie în China. Proteste în Albania. Diana, Prințesă de Wales este ucisă într-un accident de mașină în tunelul stradal Pont de l'Alma din Paris.
- 1998: Osama bin Laden a publicat o fatwā împotriva Occidentului. Kenya și Tanzania sunt bombardate. Al doilea război din Congo. Acordul de la Belfast pune capăt problemelor din Irlanda de Nord. Foametea din Coreea de Nord ucide 2,5 milioane de oameni.
- 1999: Moneda euro este introdusă ca monedă oficială a Uniunii Europene în formă electronică (fără bancnote). Are loc masacrul de la liceul Columbine din Colorado, Statele Unite. Al doilea război din Kosovo încheie războaiele Iugoslave. Hugo Chávez devine președintele Venezuelei. Al Doilea Război Cecen. Al doilea război civil liberian. Începe al patrulea război indo-pakistanez. Criza din Timorul de Est duce la 1400 de decese. Populația lumii ajunge la 6 miliarde de locuitori.

## Oameni importanți

### Șefi de stat
- Carol I, România
- Ferdinand I, România
- Mihai I, România
- Carol al II-lea, România
- Gheorghe Gheorghiu Dej, România
- Nicolae Ceaușescu, România
- Charles de Gaulle, Franța
- Adolf Hitler, Germania
- Benito Mussolini, Italia
- Francisco Franco, Spania
- Winston Churchill, Regatul Unit
- Theodore Roosevelt, SUA
- Franklin Delano Roosevelt, SUA
- John F. Kennedy, SUA
- Richard Nixon, SUA
- Ronald Reagan, SUA
- Bill Clinton, SUA
- Fidel Castro, Cuba
- Vladimir Lenin, Rusia
- Iosif Stalin, Rusia
- Vladimir Putin, Rusia
- Saddam Hussein, Irak

### Oameni de știință
- Albert Einstein
- Henri Coandă
- Gogu Constantinescu
- Aurel Vlaicu
- Traian Vuia

### Filosofi
- Hannah Arendt
- Jürgen Habermas
- Martin Heidegger
- W. V. Quine
- John Rawls
- Jean-Paul Sartre
- Alfred North Whitehead
- Ludwig Wittgenstein
- Michel Foucault
- Constantin Noica

### Economie și afaceri
- Bill Gates

### Pioneri ai spațiului cosmic
- Neil Armstrong
- Yuri Gagarin
- Dumitru Prunariu

### Oameni ai Bisericii
- Papa Ioan al XXIII-lea
- Papa Ioan Paul al II-lea
- Maica Tereza din Calcutta

### Artiști
- Constantin Brâncuși
- Georges Braque
- Salvador Dalí
- Marcel Duchamp
- Ștefan Iacobescu
- Wassily Kandinsky
- Henri Matisse
- Amedeo Modigliani
- Piet Mondrian
- Pablo Picasso
- Frida Kahlo

### Muzicieni
- Louis Armstrong
- Michael Jackson
- Marilyn Monroe
- Elvis Presley
- The Beatles
- Kraftwerk
- Bob Dylan
- George Gershwin
- Jimi Hendrix
- Jim Morrison
- Pink Floyd
- Queen
- The Rolling Stones
- Frank Sinatra
- ABBA
- Metallica
- Madonna
- Tupac Shakur

### Scriitori și poeți
- T.S. Eliot
- George Orwell
- Samuel Beckett
- Jorge Luis Borges
- Mihail Bulgakov
- Virginia Woolf
- Albert Camus
- Gabriel García Márquez
- Ernest Hemingway
- Hermann Hesse
- Aldous Huxley
- James Joyce
- Franz Kafka
- Andre Malraux
- Marcel Proust
- Nichita Stănescu
- Andrei Pleșu
- Gabriel Liiceanu
- Horia Roman Patapievici
- Mircea Cărtărescu
- Petre Anghel

### Sportivi
- Michael Jordan
- Gheorghe Hagi
- Pelé
- Nadia Comăneci
- Muhammad Ali

## Invenții, descoperiri

#### Anii 1900
| Anul | Invenția                                          | Autor                               | Țara             |
| ---- | ------------------------------------------------- | ----------------------------------- | ---------------- |
| 1900 | dirijabilul rigid                                 | Ferdinand von Zeppelin              | Germania         |
| 1900 | recipientul cu auto-încălzire                     | Hiram Bingham                       | SUA              |
| 1900 | optica microundelor                               | Jagdish Chandra Bose                | India            |
| 1900 | crescograful                                      | Jagdish Chandra Bose                | India            |
| 1901 | lampa cu vapori de mercur                         | Peter C. Hewitt                     |                  |
| 1901 | aspiratorul                                       | Hubert Booth                        | Marea Britanie   |
| 1901 | aparatul de ras                                   | King Camp Gillete                   | SUA              |
| 1901 | blocurile de calibrare                            | Carl Edvard Johansson               | Suedia           |
| 1902 | procedeul Ostwald (de obținere a acidului azotic) | Wilhelm Ostwald                     | Germania         |
| 1902 | instalația de aer condiționat                     | Willis Carrier                      | SUA              |
| 1902 | lampa cu neon                                     | Georges Claude                      | Franța           |
| 1902 | radiotelefonul                                    | Valdemar Poulsen Reginald Fessenden | Danemarca Canada |
| 1902 | relonul                                           | Arthur D. Little                    | SUA              |
| 1903 | electrocardiograful                               | Willem Einthoven                    | Olanda           |
| 1903 | avionul                                           | Frații Wright                       | SUA              |
| 1903 | decolarea                                         | Traian Vuia                         | România          |
| 1904 | tubul electronic termoionic                       | John Ambrose Fleming                | Marea Britanie   |
| 1904 | tractorul                                         | Benjamin Holt                       | SUA              |
| 1905 | tubul (lampa) electronică                         | John Ambrose Fleming                | Marea Britanie   |
| 1906 | sonarul                                           | Lewis Nixon                         | SUA              |
| 1906 | trioda                                            | Lee De Forest                       | SUA              |
| 1907 | elicopterul                                       | Paul Cornu                          | Franța           |
| 1907 | trioda radio                                      | Lee De Forest                       | SUA              |
| 1907 | mașina de spălat (electrică)                      | Alva Fisher (Hurley Corporation)    | SUA              |
| 1908 | celofanul                                         | Jacques E. Brandenberger            | Elveția          |
| 1908 | contorul Geiger                                   | Hans Geiger Ernest Rutherford       | Marea Britanie   |
| 1908 | girocompasul                                      | Hermann Anschütz-Kaempfe            | Germania         |
| 1908 | procedeul Haber                                   | Fritz Haber                         | Germania         |
| 1909 | bachelita                                         | Leo Baekeland                       | Belgia           |
| 1909 | amortizorul pentru arme                           | Hiram Percy Maxim                   | SUA              |

#### Anii 1910
| Anul | Invenția                                         | Autor                                          | Țara           |
| ---- | ------------------------------------------------ | ---------------------------------------------- | -------------- |
| 1910 | fluorescența neonului                            | Georges Claude                                 | Franța         |
| 1910 | motorul cu reacție                               | Henri Coandă                                   | România        |
| 1910 | girocompasul                                     | Elmer A. Sperry                                | SUA            |
| 1911 | demarorul auto (perfecționare)                   | Charles F. Kettering                           | SUA            |
| 1911 | hidroavionul                                     | Glenn Curtiss                                  | SUA            |
| 1912 | turbina cu reacțiune totală                      | Fredrik și Birger Ljungström                   | Suedia         |
| 1912 | magnetonul                                       | Ștefan Procopiu                                | România        |
| 1913 | cuvintele încrucișate                            | Arthur Wynne                                   | Marea Britanie |
| 1913 | parașuta                                         | Štefan Banič                                   | SUA            |
| 1913 | receptorul radio                                 | Ernst Alexanderson, Reginald Fessenden         | SUA            |
| 1913 | oțelul inoxidabil                                | Harry Brearley                                 | Marea Britanie |
| 1913 | tubul cu raze X                                  | William D. Coolidge                            | SUA            |
| 1914 | emițătorul radio                                 | Ernst Alexanderson                             | SUA            |
| 1914 | racheta cu combustibil lichid                    | Robert Goddard                                 | SUA            |
| 1914 | tancul                                           | William Ashbee Tritton și Walter Gordon Wilson | Marea Britanie |
| 1915 | filamentul din wolfram                           | Irving Langmuir                                | SUA            |
| 1915 | sticla Pyrex                                     | "Corning Incorporated"                         | SUA            |
| 1916 | pistolul Browning                                | John Browning                                  | SUA            |
| 1916 | mitraliera Thompson                              | John T. Thompson                               | SUA            |
| 1916 | dispozitiv de tragere sincronizată a mitralierei | Gogu Constantinescu                            | România        |
| 1917 | ecolocația cu sonar                              | Paul Langevin                                  | Franța         |
| 1917 | racheta de croazieră                             | Charles Kettering                              | SUA            |
| 1918 | arma cu tragere sincronizată                     | Anton Fokker                                   | SUA            |
| 1918 | oscilatorul piezoelectric (cu cuarț)             | A.M. Nicolson                                  |                |
| 1918 | sonicitatea                                      | Gogu Constantinescu                            | România        |
| 1919 | circuitul (electronic) basculant                 | William Eccles F. W. Jordan                    | Marea Britanie |
| 1919 | orga Theremin                                    | Léon Theremin                                  | Franța         |

#### Anii 1920
| Anul | Invenție                                          | Autor                                                                       | Țara           |
| ---- | ------------------------------------------------- | --------------------------------------------------------------------------- | -------------- |
| 1920 | plasturele adeziv                                 | Earle Dickson                                                               | SUA            |
| 1920 | ecuația de ionizare Saha                          | Meghnad Saha                                                                | India          |
| 1921 | insulina sintetică                                | Nicolae Paulescu                                                            | România        |
| 1921 | poligraful                                        | John A. Larson                                                              | SUA            |
| 1922 | radarul                                           | Robert Watson-Watt A. H. Taylor L. C. Young Gregory Breit Merle Antony Tuve | Scoția SUA     |
| 1922 | frigiderul cu absorbție                           | Baltzar von Platen Carl Munters                                             | Suedia         |
| 1922 | pila termoelectrică                               | Nicolae Vasilescu-Karpen                                                    | România        |
| 1923 | filmul sonor                                      | Lee DeForest                                                                | SUA            |
| 1923 | televiziunea                                      | Philo Farnsworth                                                            | SUA            |
| 1923 | tunelul aerodinamic                               | Michael Max Munk                                                            | Germania       |
| 1923 | girocopterul                                      | Juan de la Cierva                                                           | Spania         |
| 1923 | blițul cu xenon                                   | Harold Edgerton                                                             | SUA            |
| 1923 | racheta cu combustibil lichid                     | Hermann Oberth                                                              | România        |
| 1924 | automobilul cu formă aerodinamică                 | Aurel Persu                                                                 | România        |
| 1925 | ultracentrifuga pentru măsurarea masei moleculare | Theodor Svedberg                                                            | Suedia         |
| 1925 | televiziunea (sistemul Nipkov)                    | C. Francis Jenkins                                                          | SUA            |
| 1925 | televiziunea (scanarea mecanică)                  | John Logie Baird                                                            | Scoția         |
| 1926 | spray-ul aerosol                                  | Rotheim                                                                     |                |
| 1926 | cutia de viteze automată                          | Gogu Constantinescu                                                         | România        |
| 1927 | mașina de recoltat bumbac                         | John Rust                                                                   |                |
| 1927 | puterea reactivă și puterea deformată             | Constantin Budeanu                                                          | România        |
| 1928 | mașina de feliat pâine                            | Otto Frederick Rohwedder                                                    | SUA            |
| 1928 | mașina de bărbierit                               | Jacob Schick                                                                | SUA            |
| 1928 | antibioticele                                     | Alexander Fleming                                                           | Scoția         |
| 1928 | cutia de viteze cu preselector                    | Walter Gordon Wilson                                                        | Marea Britanie |
| 1928 | efectul Raman                                     | Chandrasekhara Venkata Raman                                                | India          |
| 1929 | electroencefalografie                             | Hans Berger                                                                 | Germania       |
| 1929 | tubul cinescopic                                  | Vladimir Zworykin                                                           | SUA            |
|      |                                                   |                                                                             |                |

#### Anii 1930
| Anul | Invenție                          | Autor                                | Țara                    |
| ---- | --------------------------------- | ------------------------------------ | ----------------------- |
| 1930 | neoprenul                         | Wallace Carothers                    | SUA                     |
| 1930 | cabina catapultată                | Anastase Dragomir                    | România                 |
| 1931 | radiotelescopul                   | Karl Jansky Grote Reber              | SUA                     |
| 1931 | iconoscopul                       | Vladimir Zworykin                    | SUA                     |
| 1934 | orga Hammond                      | Laurens Hammond                      | SUA                     |
| 1934 | instalație de foraj rotopercutant | Ion Șt. Basgan                       | România                 |
| 1935 | radarul cu microunde              | Robert Watson-Watt                   | Scoția                  |
| 1935 | nylon-ul                          | Wallace Carothers                    | SUA                     |
| 1935 | spectrofotometrul                 | Arthur C. Hardy                      |                         |
| 1935 | fibra de cazeină                  | Earl Whittier Stephen                |                         |
| 1936 | mezonii                           | Alexandru Proca                      | România                 |
| 1937 | turbina propulsoare               | György Jendrassik                    | Ungaria                 |
| 1937 | motorul cu reacție                | Frank Whittle Hans von Ohain         | Marea Britanie Germania |
| 1937 | garnitura de etanșare O-ring      | Niels Christensen                    | Danemarca               |
| 1938 | pixul                             | László Bíró                          | Ungaria                 |
| 1938 | xerografia                        | Chester Carlson                      | SUA                     |
| 1938 | fibra de sticlă                   | Russell Games Slayter John H. Thomas | SUA                     |
| 1939 | elicopterul                       | Igor Sikorsky                        | Rusia                   |
| 1939 | bancomatul                        | Luther George Simjian                | SUA                     |

#### Anii 1940
| Anul | Invenție                                                         | Autor                                         | Țara           |
| ---- | ---------------------------------------------------------------- | --------------------------------------------- | -------------- |
| 1941 | computerul                                                       | Konrad Zuse                                   | Germania       |
| 1941 | velcro                                                           | George de Mestral                             | Elveția        |
| 1942 | bazooka                                                          | Leslie A. Skinner C. N. Hickman               | SUA            |
| 1942 | reactorul nuclear                                                | Enrico Fermi                                  | Italia         |
| 1942 | conductă submarină de transport petrol (Franța - Marea Britanie) | Arthur Hartley Louis Mountbatten              | Marea Britanie |
| 1943 | aparat autonom de respirat sub apă                               | Jacques-Yves Cousteau Emile Gagnan            | Franța         |
| 1944 | spectroscopul electronic                                         | Deutsch Elliot Evans                          |                |
| 1946 | cuptorul cu microunde                                            | Percy Spencer                                 | SUA            |
| 1945 | armele nucleare                                                  | Proiectul Manhattan                           | SUA            |
| 1946 | serviciul de telefonie mobilă                                    | AT&T și Southwestern Bell                     | SUA            |
| 1946 | costumul de baie bikini                                          | Louis Réard                                   | Franța         |
| 1947 | tranzistorul                                                     | William Shockley Walter Brattain John Bardeen | SUA            |
| 1947 | camera foto/video Polaroid                                       | Edwin H. Land                                 | SUA            |
| 1948 | înregistrarea LP                                                 | Peter Carl Goldmark                           | SUA            |
| 1948 | holografia                                                       | Dennis Gabor                                  | Ungaria        |
| 1949 | ceasul atomic                                                    | U.S. National Bureau of Standards (NBS).      | SUA            |

#### Anii 1950
| Anul | Invenție                         | Autor                                                                              | Țara                  |
| ---- | -------------------------------- | ---------------------------------------------------------------------------------- | --------------------- |
| 1951 | Pilula contraceptivă             | Carl Djerassi Luis E. Miramontes George Rosenkranz                                 | Austria Mexic Ungaria |
| 1951 | cerneala de corecție             | Bette Nesmith Graham                                                               | SUA                   |
| 1952 | reactorul nuclear                | Walter Henry Zinn                                                                  | SUA                   |
| 1952 | floppy disk                      | Yoshiro Nakamatsu                                                                  | Japonia               |
| 1952 | fibra optică                     | Narinder Singh Kapany                                                              | India                 |
| 1952 | bomba nucleară                   | Edward Teller Stanislaw Ulam                                                       | SUA                   |
| 1952 | hovercraft (nava aeroglisoare)   | Christopher Cockerell                                                              | Marea Britanie        |
| 1952 | vitamina H3-produs geriatric     | Ana Aslan                                                                          | România               |
| 1953 | MASER                            | Charles Hard Townes                                                                | SUA                   |
| 1953 | ultrasonografia medicală         | Inge Edler Carl Hellmuth Hertz                                                     | Suedia                |
| 1954 | radarul de măsurat viteza        | Bryce K. Brown                                                                     | SUA                   |
| 1954 | diamantul sintetic               | Tracy Hall                                                                         | SUA                   |
| 1954 | domul geodezic                   | Richard Buckminster Fuller                                                         | SUA                   |
| 1955 | hard disc drive (HDD)            | Reynold B. Johnson (IBM)                                                           | SUA                   |
| 1955 | videofonul                       | Gregorio Y. Zara                                                                   | Filipine              |
| 1956 | ceasul digital                   |                                                                                    |                       |
| 1956 | videorecorder-ul                 | firma Ampex                                                                        | SUA                   |
| 1956 | aparatul individual de zbor      | Justin Capră                                                                       | România               |
| 1957 | hidro-scuterul                   | William Hamilton                                                                   | Noua Zeelandă         |
| 1958 | circuitele integrate             | Jack Kilby (firma Texas Instruments) Robert Noyce (firma Fairchild Semiconductor ) | SUA                   |
| 1958 | telecomunicații prin satelit     | Project SCORE                                                                      | SUA                   |
| 1958 | stimulatorul cardiac (pacemaker) | Rune Elmqvist                                                                      | Suedia                |

#### Anii 1960
| Anul | Invenție                                   | Autor                                         | Țara   |
| ---- | ------------------------------------------ | --------------------------------------------- | ------ |
|      | comunicațiile sub formă de pachete de date | Paul Baran Donald Davies Leonard Kleinrock    | SUA    |
| 1960 | laserul                                    | Theodore Harold Maiman                        | SUA    |
| 1961 | discul optic                               | David Paul Gregg                              | SUA    |
| 1961 | implantul cohlear                          | William House                                 | SUA    |
| 1961 | omul în spațiu                             | Iuri Gagarin, Serghei Koroliov, Kerim Kerimov | Rusia  |
| 1962 | dioda luminescentă (LED)                   | Nick Holonyak                                 | SUA    |
| 1962 | observatorul spațial                       | Ball Aerospace & Technologies Corp.           | SUA    |
| 1963 | mouse-ul                                   | Douglas Engelbart                             | SUA    |
| 1967 | stația spațială                            | Kerim Kerimov                                 | Rusia  |
| 1967 | automatul bancar (ATM)                     | John Shepherd-Barron                          | Scoția |
| 1967 | hipertextul                                | Andries van Dam Ted Nelson                    | SUA    |
| 1968 | jocurile video                             | Ralph H. Baer                                 | SUA    |
| 1969 | ARPAnet                                    | SUA, departamentul Apărării                   | SUA    |

#### Anii 1970
| Anul | Invenție                                 | Autor                              | Țara           |
| ---- | ---------------------------------------- | ---------------------------------- | -------------- |
| 1970 | sistem de comunicații în mină            | Gheorghe Cartianu-Popescu          | România        |
| 1971 | E-mail-ul                                | Ray Tomlinson                      | SUA            |
| 1971 | monitorul cu cristal lichid (LCD)        | James Fergason                     | SUA            |
| 1971 | microprocesorul                          | Federico Faggin Marcian Hoff       | SUA            |
| 1971 | calculatorul                             | Corporația Sharp                   | Japonia        |
| 1971 | imaginea cu rezonanță magnetică nucleară | Raymond V. Damadian                | SUA            |
| 1972 | tomografia computerizată                 | Godfrey Newbold Hounsfield         | Marea Britanie |
| 1972 | Artemether                               |                                    | China          |
| 1973 | orezul hibrid                            |                                    | China          |
| 1973 | Ethernet                                 | Bob Metcalfe David Boggs           | SUA            |
| 1973 | organisme modificate genetic             | Stanley Norman Cohen Herbert Boyer | SUA            |
| 1973 | PC-ul                                    | compania Xerox PARC                | SUA            |
| 1974 | microcreditul, microfinanțarea           | Muhammad Yunus                     | Bangladesh     |
| 1974 | cubul Rubik                              | Ernő Rubik                         | Ungaria        |
| 1974 | automobilul hibrid                       | Victor Wouk                        |                |
| 1975 | analiza secvențială a ADN-ului           | Frederick Sanger                   | Marea Britanie |
| 1975 | camera digitală                          | Steven Sasson                      | SUA            |
| 1976 | materialul textil Gore-Tex               | W. L. Gore și asociații            | SUA            |
| 1977 | walkman (casetofonul portabil)           | Andreas Pavel                      | Brazilia       |
| 1977 | rețeaua de telefonie mobilă              | Bell Labs                          | SUA            |
| 1978 | formatul Spreadsheet                     | Dan Bricklin                       | SUA            |

#### Anii 1980
| Anul | Invenția                              | Autor                              | Țara             |
| ---- | ------------------------------------- | ---------------------------------- | ---------------- |
| 1980 | Compact Discul (CD)                   | - Philips Electronics - Sony Corp  | Olanda Japonia   |
| 1981 | microscopul electronic cu scanare     | - Gerd Binnig - Heinrich Rohrer    | Germania Elveția |
| 1982 | tranzistorul bipolar cu grilă izolată | - Hans Becke - Carl Wheatley       | SUA              |
| 1982 | inima artificială                     | Robert Jarvik                      | SUA              |
| 1983 | videocamera                           | Sony                               | Japonia          |
| 1983 | Internet-ul (TCP/IP)                  | - Robert E. Kahn - Vint Cerf       | SUA              |
| 1984 | litotripsia                           | Claude Dornier                     | SUA              |
| 1985 | reacția în lanț polimerază            | Kary Mullis                        | SUA              |
| 1985 | amprenta ADN                          | Alec Jeffreys                      | Marea Britanie   |
| 1987 | statina                               | Carl Hoffman                       |                  |
| 1987 | procesarea digitală a luminii         | Larry Hornbeck (Texas Instruments) | SUA              |

#### Anii 1990
| Anul | Invenție                           | Autor                         | Țara           |
| ---- | ---------------------------------- | ----------------------------- | -------------- |
| 1990 | World Wide Web                     | Tim Berners-Lee               | Marea Britanie |
| 1993 | Global Positioning System (GPS)    | Departamentul Apărării al SUA | SUA            |
| 1994 | Wiki                               | Ward Cunningham               | SUA            |
| 1994 | motorul fără perii fără crestături | Nicolae Vasile                | România        |
| 1997 | MP3 player                         | SaeHan Information Systems    | Coreea de Sud  |
| 1997 | Viagra                             | Pfizer Inc.                   | SUA            |

## Decenii și ani
| Anii 1890 | 1890 | 1891 | 1892 | 1893 | 1894 | 1895 | 1896 | 1897 | 1898 | 1899 |
| Anii 1900 | 1900 | 1901 | 1902 | 1903 | 1904 | 1905 | 1906 | 1907 | 1908 | 1909 |
| Anii 1910 | 1910 | 1911 | 1912 | 1913 | 1914 | 1915 | 1916 | 1917 | 1918 | 1919 |
| Anii 1920 | 1920 | 1921 | 1922 | 1923 | 1924 | 1925 | 1926 | 1927 | 1928 | 1929 |
| Anii 1930 | 1930 | 1931 | 1932 | 1933 | 1934 | 1935 | 1936 | 1937 | 1938 | 1939 |
| Anii 1940 | 1940 | 1941 | 1942 | 1943 | 1944 | 1945 | 1946 | 1947 | 1948 | 1949 |
| Anii 1950 | 1950 | 1951 | 1952 | 1953 | 1954 | 1955 | 1956 | 1957 | 1958 | 1959 |
| Anii 1960 | 1960 | 1961 | 1962 | 1963 | 1964 | 1965 | 1966 | 1967 | 1968 | 1969 |
| Anii 1970 | 1970 | 1971 | 1972 | 1973 | 1974 | 1975 | 1976 | 1977 | 1978 | 1979 |
| Anii 1980 | 1980 | 1981 | 1982 | 1983 | 1984 | 1985 | 1986 | 1987 | 1988 | 1989 |
| Anii 1990 | 1990 | 1991 | 1992 | 1993 | 1994 | 1995 | 1996 | 1997 | 1998 | 1999 |
| Anii 2000 | 2000 | 2001 | 2002 | 2003 | 2004 | 2005 | 2006 | 2007 | 2008 | 2009 |